# 觀世音菩薩
觀世音菩薩（Avalokiteśvara，Avalokitasvara），漢語音譯為「阿婆盧吉低舍婆羅」、「阿縛盧枳低濕伐邏」，名號意為「觀察世間音聲覺悟有情」或者「觀察自在」，又譯為觀音菩薩、觀自在菩薩，手持蓮花的觀音菩薩也被稱爲蓮花手菩薩或持蓮觀音（Padmapani）。漢傳佛教自唐代開始主要是以蓮華部母白衣觀音為所有觀世音菩薩的本尊；在民間信仰中常被尊稱觀音佛祖、觀音大士、觀音娘娘、觀音媽、白衣大士。在密教中，祂為蓮華部尊，在淨土宗則是西方淨土的大菩薩，與大勢至菩薩分別為阿彌陀佛的左、右脅侍菩薩，並稱「西方三聖」，與地藏王菩薩分別為釋迦牟尼佛的左、右脅侍菩薩，並稱「娑婆三聖」，同時祂也是四大菩薩之一。

## 名號由來
在早期的佛經中，多譯自梵語「Avalokitasvara」，為「闚音」、「現音聲」，竺法護和尚譯為「光世音菩薩」，南北朝姚秦時的鳩摩羅什大師譯為「觀世音菩薩」。
唐代玄奘法師等譯師們則譯自梵語「Avalokiteśvara」為「觀自在菩薩」。「Avalokita」為「觀」，「iśvara」為「自在」，意為觀照自身本性皆空而得自在者，故玄奘譯為觀自在菩薩，可見於今日的《般若心經》。
傳統上以為，因唐太宗李世民的本名當中有個「世」字，為了避諱，故當時將「觀世音菩薩」改稱為「觀音菩薩」，但也有說法認為「觀音菩薩」只是「觀世音菩薩」的簡稱。唐代清涼澄觀法師指出在梵文古本中存在兩種不同的名稱，1927年新疆出土的古抄本中，以 अवलोकितस्वर（Avalokitasvara）為觀音菩薩的名稱，證實了他的說法。「娑伐羅」（स्वर svara），意思為「聲音」，Avalokitasvara 可意譯為「觀音」，鳩摩羅什出生在西域地區，所見的應該就是這個版本。因此，觀音菩薩並非是因為避諱而出現的名稱。根據唐代玄應的說法，這可能是來自於不同地區方言所導致的。
「觀世音菩薩」從字面解釋就是「觀察世間聲音」的菩薩，出自《妙法蓮華經》之《觀世音菩薩普門品》：「若有無量百千萬億眾生，受諸苦惱，聞是觀世音菩薩，一心稱名，觀世音菩薩即時觀其音聲，皆得解脫。」又說：「若有眾生，多於淫慾，常念恭敬觀世音菩薩，便得離欲。若多瞋恚，常念恭敬觀世音菩薩，便得離瞋。若多愚癡，常念恭敬觀世音菩薩，便得離癡。」
觀世音菩薩在藏文作སྤྱན་རས་གཟིགས་དབང་ཕྱུག（藏语拼音：Jänräsigwangchug），也是「觀自在」之意，與玄奘法師等譯師們譯意相同。因為藏文「觀自在」總共有五個藏語的音節，所以藏文書面、口語通常略稱「Jairaisig（「觀」、「眼視」）」三個音節，而省略了「wangjug（「自在」）」兩個音節。
在大中華地區佛教與道教乃至民間信仰所稱的白衣觀音、白衣大士、觀音媽則取自唐朝密宗信仰的Pāndara vāsinī，為女性觀音菩薩，她是觀音母乃為蓮華部母與蓮華部主，在不同的經典有不同的譯名，在不空所翻譯的《菩提場所說一字頂輪王經》譯名為白衣觀自在，以及《攝無礙大悲心大陀羅尼經計一法中出無量義南方滿願補陀落海會五部諸尊等弘誓力方位及威儀形色執持三摩耶幖幟曼荼羅儀軌》譯名為白衣觀世音菩薩、白身觀音，在善無畏所翻譯的《蘇悉地羯羅經》譯名為觀音母，還有善無畏講述一行筆記的《大毘盧遮那成佛經疏》譯名為白處尊、觀音母以及稱她為蓮花部主。
到了宋代密宗經典，如施護所翻譯的《佛說一切如來金剛三業最上祕密大教王經》與《一切祕密最上名義大教王儀軌》則譯名為白衣菩薩，菩薩就是大士這也是民間稱她為白衣大士之名的由來。

## 起源
觀世音菩薩的起源說法非常多，如來、男神或女神都有。
後藤大用認為觀世音菩薩之形象，是以释迦牟尼佛的人格形象为本源，加上希腊宗教、印度婆罗门教其他神明故事的影响，最後在前1世纪完全形成。

### 阿娜希塔
觀世音菩薩的起源，或以為基於波斯的女性水神阿娜希塔。

### 蓮華女神
觀世音菩薩的化身蓮華手菩薩，前身就是印度古老的蓮華（讀音：花）女神。

### 濕婆
觀世音菩薩的起源，或以為是希臘的阿波羅神，與印度自在天（Īśvara，即濕婆別名）的混合。
印度婆羅門教知名的三相神濕婆神常被認為觀世音菩薩的起源之一，一般認為觀世音菩薩的青頸觀音化身與濕婆神有關。

### 寶馬神
聖印法師、孫昌武稱，觀世音菩薩是南印度的海神「寶馬神」（又稱「聖馬王」）的演變。在《佛說大乘莊嚴寶王經》中，釋迦牟尼佛對除蓋障菩薩說“聖馬王者，即觀自在菩薩摩诃薩是，於是危難死怖畏中救濟於我。”

### 雙馬童神
婆羅門教的太陽神雙馬童神常被認為是觀世音菩薩的起源之一，一般認為觀世音菩薩的馬頭觀音化身與雙馬童神有關。

## 本生

### 久远古佛
唐譯《千光眼觀自在菩薩祕密法經》：「我念往昔時，觀自在菩薩於我前成佛，號曰『正法明』，十號具足。我於彼時為彼佛下作苦行弟子，蒙其教化，今得成佛。十方如來皆由觀自在教化之力故，於妙國土得無上道，轉妙法輪。」
《千手千眼觀世音菩薩廣大圓滿無礙大悲心陀羅尼經》：「觀世音菩薩，不可思議之神力，已於過去無量劫中，已作佛竟，號『正法明如來』，大慈願力，安樂眾生故，現作菩薩。」在過去中，釋迦牟尼佛還是觀音菩薩的弟子，當時觀音菩薩是正法明如來。
由於觀世音菩薩的大悲願力及所發菩提心，為了安樂一切眾生成就一切眾生的道業，故仍然示現為菩薩因祂以救苦救難為己任，故在民間的影響極為深遠。
《楞嚴經》則認為過去曾經有佛，名「觀世音」，觀世音菩薩為其弟子，故也稱「觀世音」。

### 示現

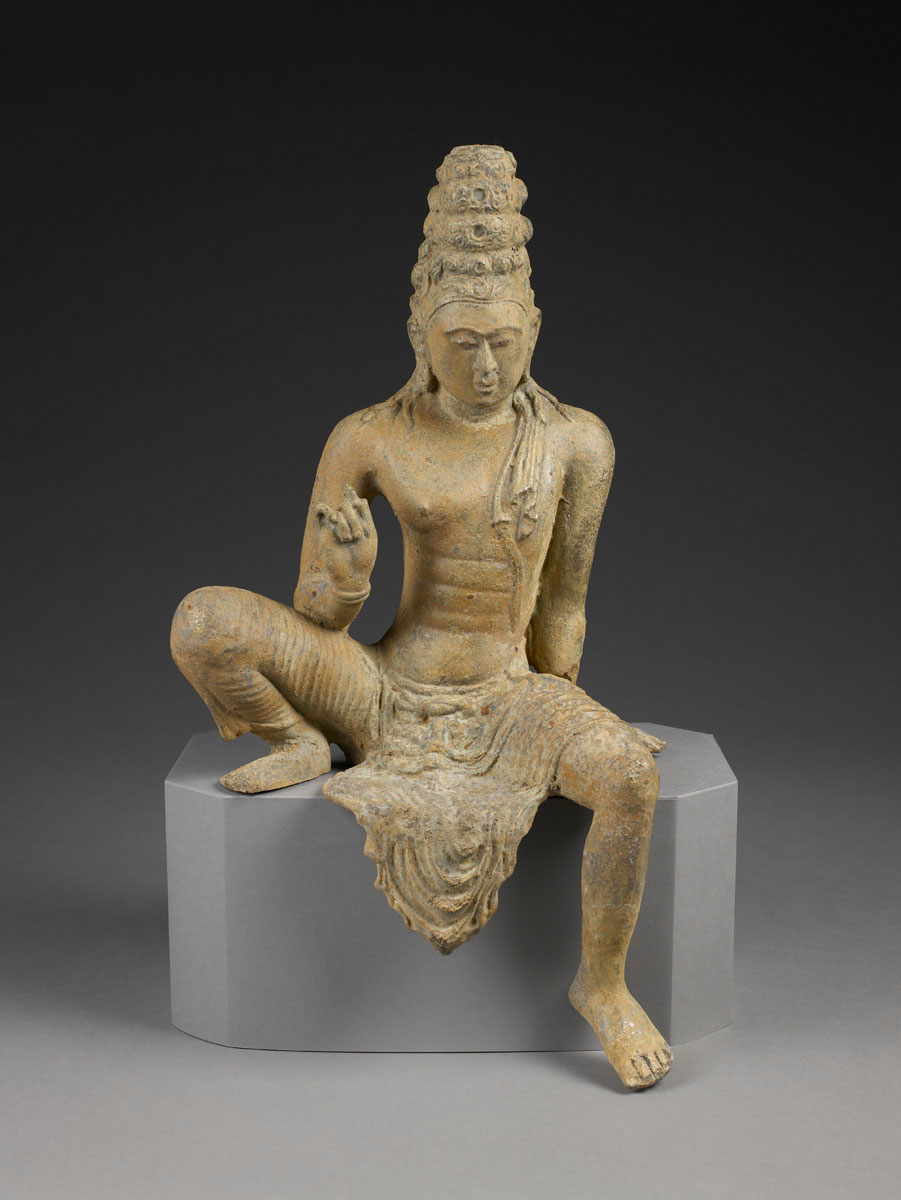
來自斯里蘭卡公元750年的水月觀音青銅像，現藏於美國亚拉巴马州伯明翰伯明翰藝術博物館。

觀世音菩薩在大乘佛教的信仰中，稱祂是阿彌陀佛西方淨土中的大菩薩，如《無量壽經》記載觀世音菩薩與大勢至菩薩同為西方極樂淨土中阿彌陀佛的左右脅侍菩薩。
據《悲華經》卷三記載，觀世音本名「不眴」，是無量劫前轉輪王無諍念的長子，因其在寶藏佛前發願：「願我行菩薩道時，若有眾生遭受種種苦惱恐怖，退失追求正法的信念和力量，墮落到沒有光明的大黑暗處，身心不安憂愁孤獨貧窮困苦，沒有人可去請求保護，沒有依靠也沒有屋舍。如果他能夠憶念我，稱念我的名號，那求救的音聲被我天耳所聞，被我天眼所見，如是一切苦難眾生，若我不能為其免除如此種種痛苦煩惱，則終不成就阿耨多羅三藐三菩提佛果。」
寶藏佛即為其授記：「善男子！汝觀人天及三惡道一切眾生，發大悲心。欲斷眾生諸煩惱故，欲令眾生住安樂故，善男子！我當字汝為觀世音。」此說菩薩因地具大悲心，普令眾生離苦得樂，因此寶藏佛為其命名觀世音。
釋迦牟尼佛在宣講《法華經．普門品》時廣說觀世音菩薩之功德，令無盡意菩薩以寶珠瓔珞供奉座中觀世音菩薩，時觀世音菩薩不肯接受，經釋迦牟尼佛勸說之下後接受供養了，並將珠寶分作二份，一份奉釋迦牟尼佛，一份奉多寶佛塔。另在《地藏菩薩本願經》中，釋迦牟尼佛廣說地藏菩薩之功德，會中觀世音菩薩亦發言稱讚。足見釋迦牟尼佛在娑婆演說佛法時，觀世音菩薩則從旁協助教化。

### 將來
《悲華經》敘述阿彌陀佛於過去生中曾為轉輪王無諍念，祂有一千個兒子，長子名「不眴」，祂出家之後，即號「觀世音」；在久遠的將來，阿彌陀佛涅槃後，觀世音菩薩將會成佛，號「普光功德山王如來」。
不空三藏所譯《大方廣曼殊室利經》說，觀世音菩薩將以「平等光明普照如來」的名號成佛。

## 本誓

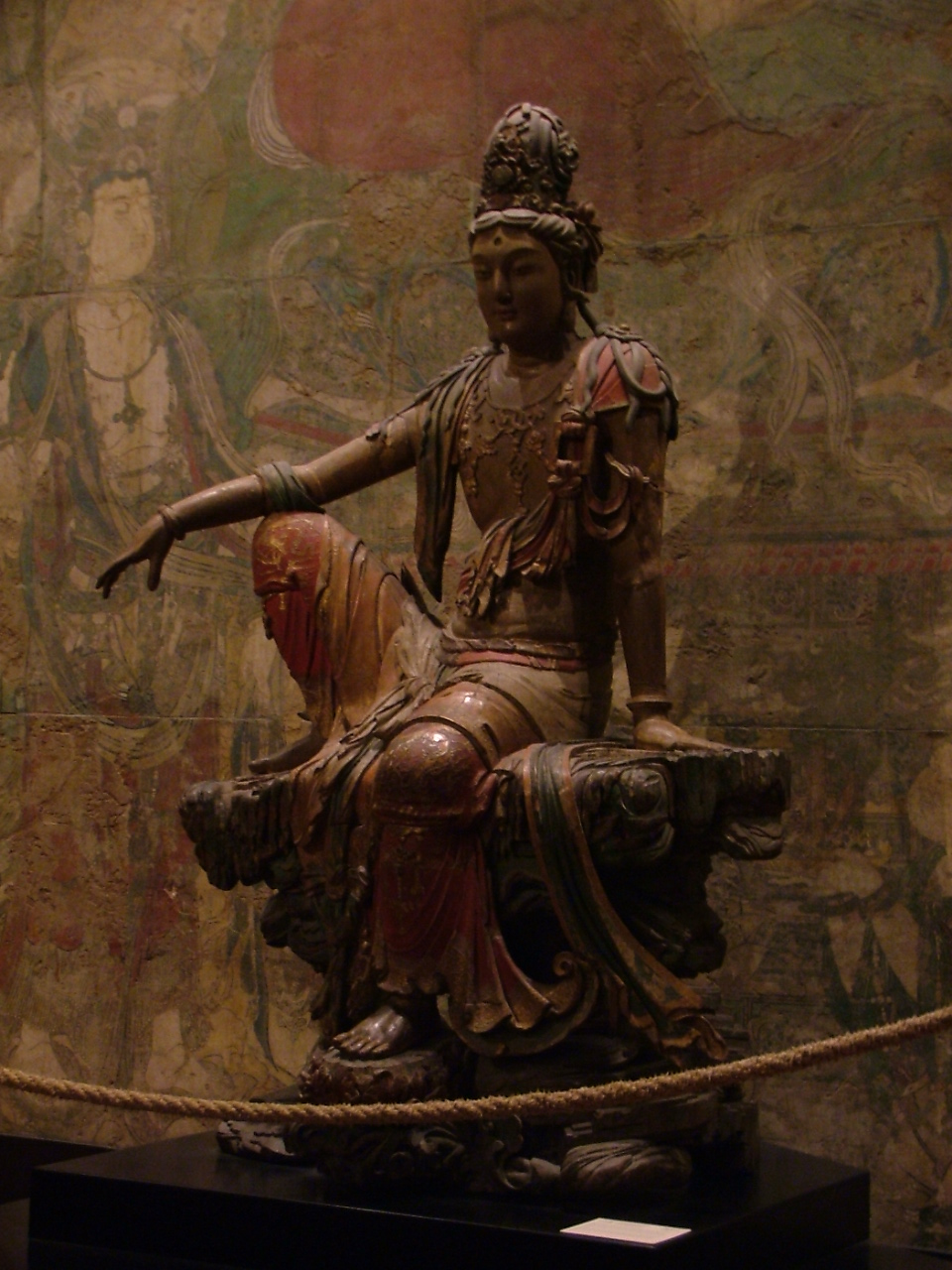
來自山西的遼代木雕彩繪水月觀音菩薩像。現藏於美國纳尔逊艺术博物馆。

有些人將〈大悲咒〉前面發願的「南無大悲觀世音，願我速知一切法；……」這個發願文作為觀自在菩薩的代表本願，其實這個發願文是〈大悲咒〉的啟請發願，不是觀自在菩薩的代表本願。應該是以《華嚴經》、《悲華經》與《無量印法門經》等記載的誓願，作為觀自在菩薩的代表本願。
- 《無量印法門經》記載：能仁作大師子吼，天人一切普得聞，我等今對世尊前，各發誠實最上願：我等乃至未來際，願我所行經多劫，隨入生死輪迴中，救度無數眾生類；我等今者以此緣，盡未來際悉思念，普為利樂諸眾生，於無邊劫行無懈；我等從今日已去，永滅貪瞋痴等垢，十方現在佛世尊，證我所說誠無妄；我等今發菩提心，不樂聲聞緣覺果，我等若有樂小心，決定當招妄語報；我所不樂二乘果，但以悲心為眾生，縱經俱胝多劫中，願我常行而不懈；如佛世尊所成就，如應佛剎廣莊嚴，願我當來得佛時，剎土倍多俱胝數；又願當來佛剎中，無有聲聞緣覺眾，純一菩薩所莊嚴，廣集無量諸智聚；願我得是莊嚴已，當令眾生得離垢，從諸佛法所出生，普使當持佛法藏；若我今時諸所說，真實無妄無別異，願此大海及山川，乃至大地皆震動；當發如是願言時，大地實時皆震動，不鼓音樂自然鳴，出微妙音遍十方；天雨眾華眾妙香，殊麗嚴好極可愛，俱胝百千妙天衣，周遍繽紛而散佈。（這是觀自在菩薩、大勢至菩薩，在「師子遊戲金光王如來」處，一起首發菩提心的誓願。）
- 《悲華經》記載：從前過恒河沙等阿僧祇劫之際，觀自在菩薩的本地是無諍念轉輪聖王的太子，在當時的寶藏佛前面回向、發願說：「我之所有一切善根，盡回向阿耨多羅三藐三菩提。願我行菩薩道時，若有眾生受諸苦惱、恐怖等事，退失正法，墮大暗處，憂愁孤窮、無有救護、無依無舍，若能念我、稱我名字，若其為我天耳所聞、天眼所見，是眾生等，若不得免斯苦惱者，我終不成阿耨多羅三藐三菩提。」又回向、發願說：在安樂世界的無量壽佛進入無餘涅盤、正法時期過後，成就阿耨多羅三藐三菩提。
- 《華嚴經：觀自在菩薩章》〈觀自在菩薩常救護一切眾生令離諸怖願〉：

願一切眾生離險道怖。離熱惱怖。離迷惑怖。離系縛怖。離殺害怖。離王官怖。離貧窮怖。離不活怖。離惡名怖。離於死怖。離諸病怖。離黑暗怖。離遷移怖。離愛別怖。離怨會怖。離逼迫身怖。離逼迫心怖。離憂悲愁歎怖。離所求不得怖。離大眾威德怖。離流轉惡趣怖。願諸眾生。若念於我。若稱我名。若見我身。皆得免離一切恐怖。滅除障難。正念現前。複教令發阿耨多羅三藐三菩提心。至不退轉。
- 《佛說十一面觀世音神呪經》：世尊，我觀世音菩薩名字難可得聞，若復有人稱十萬億諸佛名字，或復有人稱觀世音菩薩名字者，彼二人福正等無異。……爾時觀世音菩薩白佛言：世尊！若善男子善女人及一切眾生，晝夜慇懃稱我名者皆得阿毘跋致地，現身得離一切苦惱、一切障難、一切怖畏，及三業罪悉得除滅。
- 《千手千眼觀世音菩薩廣大圓滿無礙大悲心陀羅尼經》：阿難白佛言：世尊此菩薩摩訶薩名字何等？善能宣說如是陀羅尼，佛言：此菩薩名觀世音自在、亦名撚索、亦名千光眼。善男子！此觀世音菩薩，不可思議威神之力，已於過去無量劫中已作佛竟，號正法明如來，大悲願力為欲發起一切菩薩、安樂成熟諸眾生故現作菩薩。汝等大眾諸菩薩摩訶薩、梵釋龍神皆應恭敬莫生輕慢，一切人天常須供養，專稱名號得無量福、滅無量罪，命終往生阿彌陀佛國。

## 應化
- 西方三聖：主尊阿彌陀佛，脅侍觀世音菩薩、大勢至菩薩。
- 娑婆三聖：主尊釋迦牟尼佛，脅侍觀世音菩薩、地藏菩薩。
- 觀音三尊：中國民間信仰的觀世音菩薩像，常有善才、龍女脅侍在菩薩左右兩旁。善才是佛弟子，經過五十三參之後，悟道得證果位。龍女則是娑竭羅龍王之女，因緣俱足，已於法華會上成佛，多示現為童女身，與善才一同為觀世音菩薩的左右脅侍。
- 觀音二十八部眾：主尊觀世音菩薩，左右兩旁各十四位護法神。

## 影響
大乘佛教佛经称，某些菩萨在远古已成佛，祂們以大慈悲心，为度众生，刻意示現菩薩形象，倒駕慈航、再輪迴入娑婆世界，重入世間教化凡夫俗子，救苦救難。观世音菩萨即是其中之一，祂过去的佛号是正法明如来。
觀世音菩薩是東亞民間普遍敬仰崇拜的菩薩，在各種大乘佛教圖像或造像中觀世音菩薩像也最為常見，而且種類繁多，變化極大。觀世音菩薩是民間信仰所崇信的「家堂五神」的首尊，台灣民眾常將之繪製於家堂神畫「觀音漆」上，與自家所祀神明一同，晨昏祭祀。佛教的經典上說觀世音菩薩的悲心廣大，世間眾生無論遭遇何種災難，若一心稱念觀世音菩薩聖號，菩薩即時尋聲赴感，使之離苦得樂，故人稱「大慈大悲觀世音菩薩」，為佛教中知名度最高的大菩薩，有「家家阿彌陀，戶戶觀世音」的讚譽。
觀音信仰也深入其他宗教或派別，或言被其他宗教所吸收。在道教稱為「慈航真人」、「南海碧落覺明悟聲圓通自在天尊」等；臺灣民間信仰稱「觀音佛祖」（「佛祖」）、「觀音媽」；中國民間信仰稱「觀音娘娘」；一貫道稱「南海古佛」；靈山派奉為「五母」之一；在龍華教、齋教、越南高台教中都是信奉的對象。

## 形象

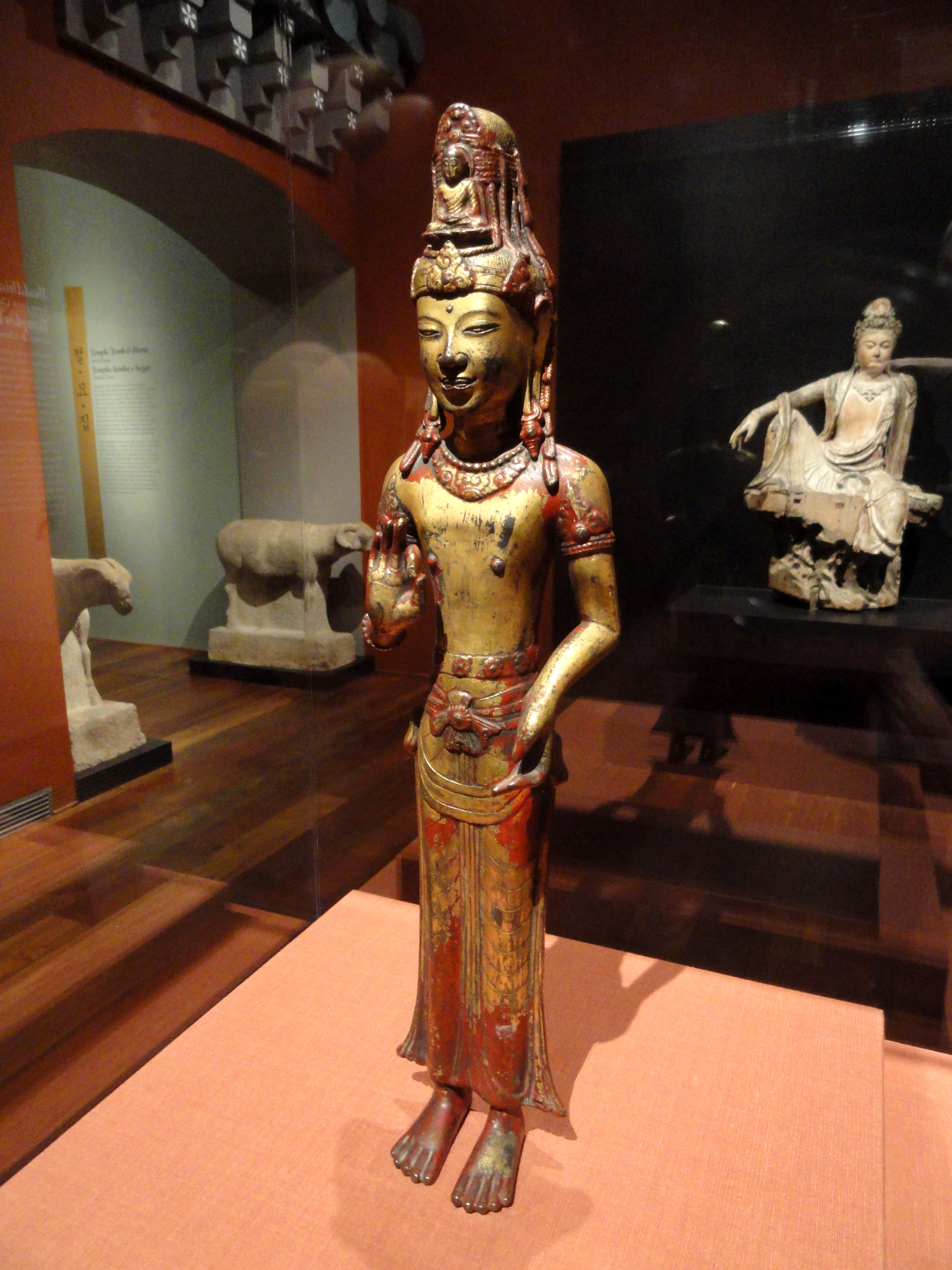
雲南大理國阿嵯耶觀音菩薩像

在佛教各種菩薩像中，觀世音菩薩的各種形象種類最多，大致與觀世音有各種化身的說法有關。一般來說，作為西方三聖之一，觀世音菩薩頭戴寶冠，冠上有阿彌陀佛像，其它形象及衣物、瓔珞裝飾則與別的菩薩像沒有顯著差別。

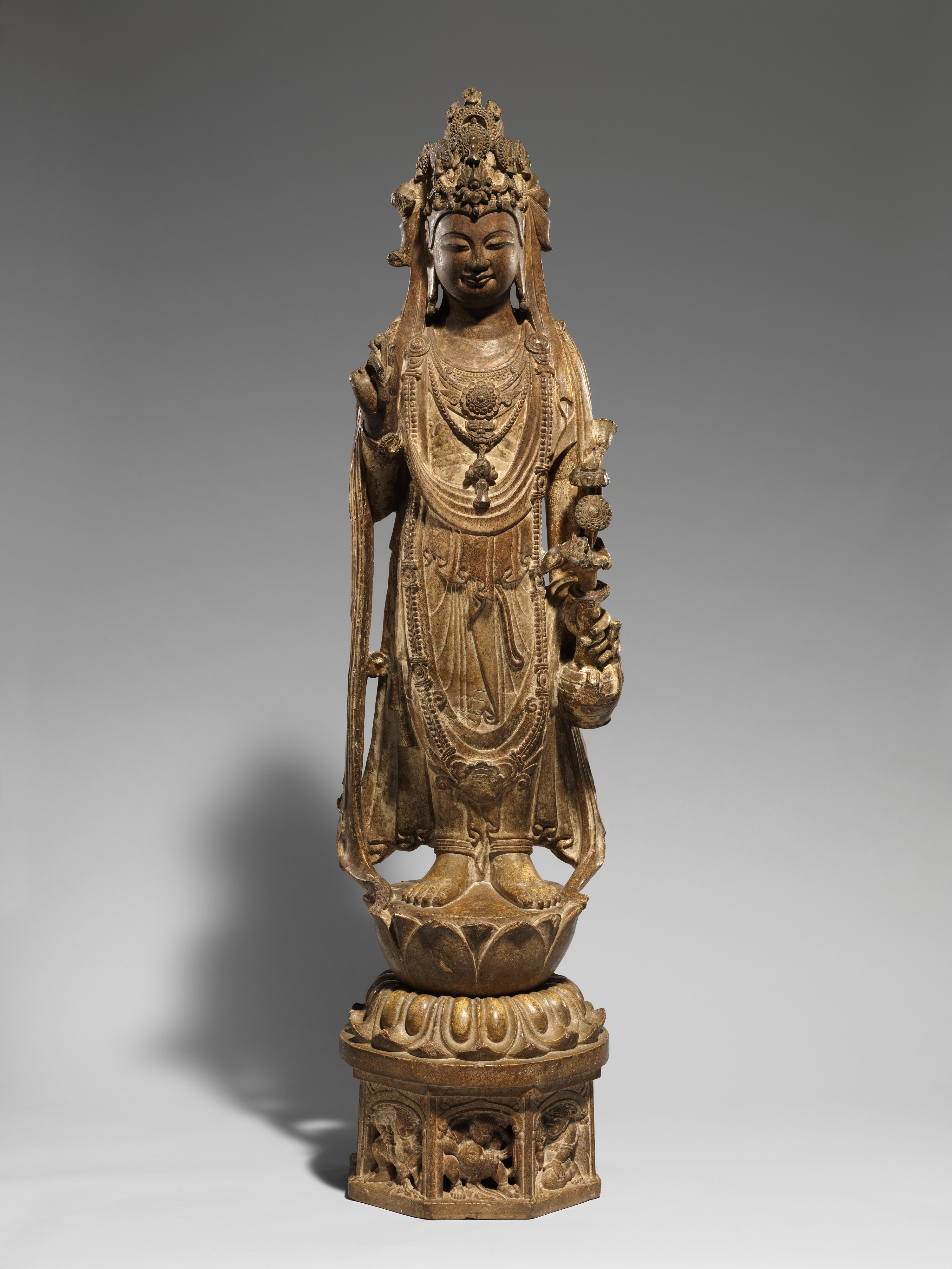
唐朝觀音菩薩雕像

在佛經中，觀世音菩薩係以「男性」形象呈現，如《大方廣佛華嚴經》云：「勇猛丈夫觀自在，為利眾生住此山」、《大悲蓮華經》中稱呼觀世音菩薩為「善男子」，在中國唐朝時期觀世音菩薩造像多為男子相、留鬍子；後來觀世音菩薩慈悲形象及妙善公主傳說在民間流傳，民間偏好具有「女性」、「慈母」形象的觀世音菩薩。觀世音菩薩在民間的形象變化和歷史時間、地域、風俗有很大關係，是百姓信仰的產物。

### 汉传佛教的觀音形象

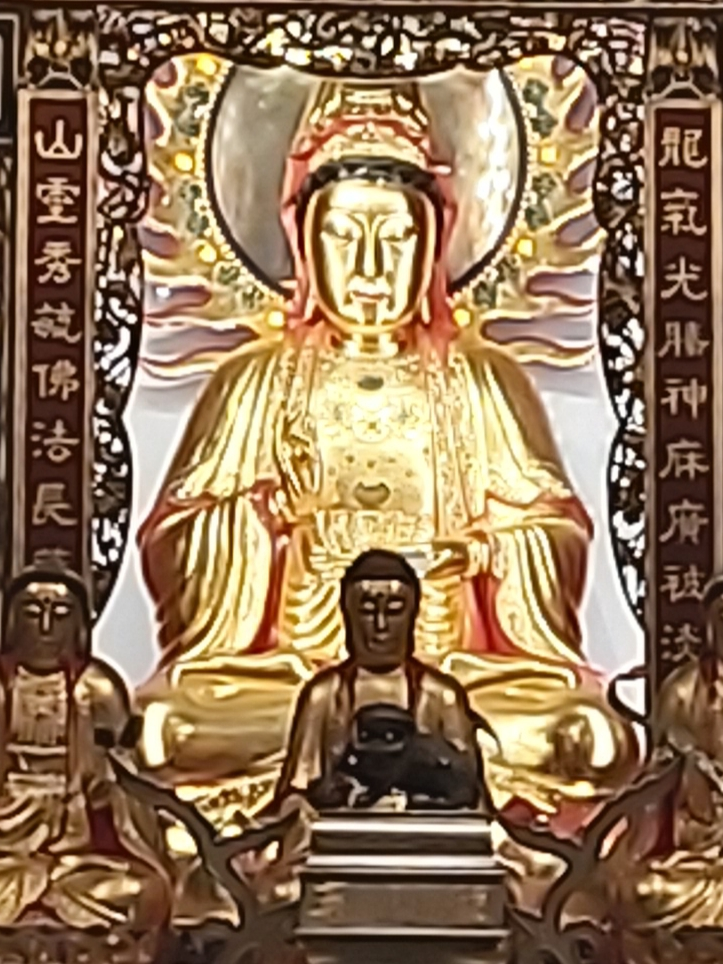
艋舺龍山寺觀音形象

在漢傳佛教中，觀音即「阿婆盧吉低舍婆羅」之意譯，乃慈悲為懷之菩薩，其名稱亦被道教與中國民間信仰，以至漢字文化圈和東亞的佛教徒所沿用。觀音，觀世音之簡稱，有「觀察世界聲音者」之意。基於社會地理的影響，觀音於歷史上被描繪為無性別或中性形象。農曆六月十九日為慶祝觀音成佛之日。眾多佛教徒深信，當一信徒離世時，觀音將其安置於蓮花心中，送往極樂淨土，因而觀音常被稱為「最受歡迎的佛教神祇」，其力量之偉大，能助所有向她祈禱者，此在《普門品》與《大悲心陀羅尼經》中皆有提及。
在中國，對觀世音菩薩的崇拜可追溯至公元前一世紀，彼時佛教經由絲綢之路東漸，觀音信仰亦隨之深入民心。至唐初，即七世紀中葉，此信仰經由朝鮮半島傳入日本，開創東亞觀音信仰的新篇章。然而，在顯教的多數宗派中，普遍認為女性無法直接成佛，必須先轉化為男性身軀，方能實現佛道。因此，無論觀音信仰源自何方，觀音菩薩在此脈絡下多以男性身相呈現。
但自印度密教興起，其教義與顯教大相逕庭。密教主張，女性不必轉為男性，同樣能以女性身相成佛。依據《金剛頂瑜伽中發阿耨多羅三藐三菩提心論》所載，父母所賜的肉身，無論男女，皆能即身成佛，這正是密教認可女性身如來的理論基礎。與此同時，密教對女性的尊重與包容，遠超越顯教中的歧視之風。由此，密教中開始出現女性尊相，如《大悲胎藏生曼荼羅》中即繪有多位女性佛菩薩，彰顯了密教對女性佛性的認可與尊崇。這種打破性別籓籬的教義，不僅拓展了佛教的寬廣度，也為東亞觀音信仰的演進。
在中國，阿婆盧吉低舍婆羅幾乎專門稱為觀世音菩薩。許多佛教經典的中文翻譯實際上用觀世音取代了阿婆盧吉低舍婆羅的音譯。一些道教經典稱她為觀音大士，有時非正式地稱她為觀音佛祖。觀音是中國民間宗教、中國佛教、儒教和道教中極受歡迎的女神；道教稱之為「觀音大士」、「白衣大士」、「慈航真人」、「慈航大士」等；民間則認為祂善於救助婦女兒童，協助孕婦順利生產，因此又常尊稱祂為「送子觀音」；在一貫道中稱為「南海古佛」。她在東南亞的許多華人社區中被崇拜。

### 民間信仰造像

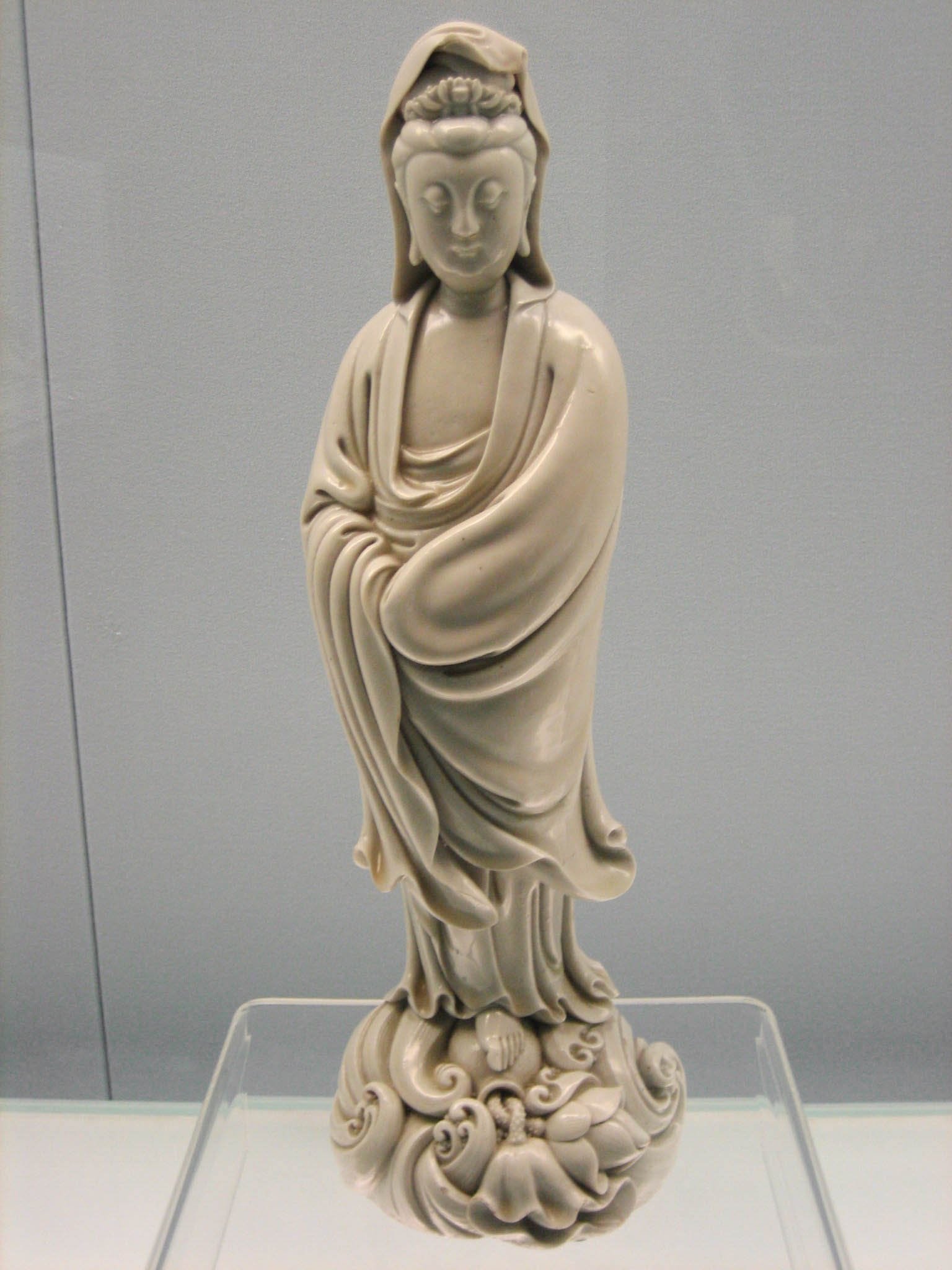
明代德化窯觀音像
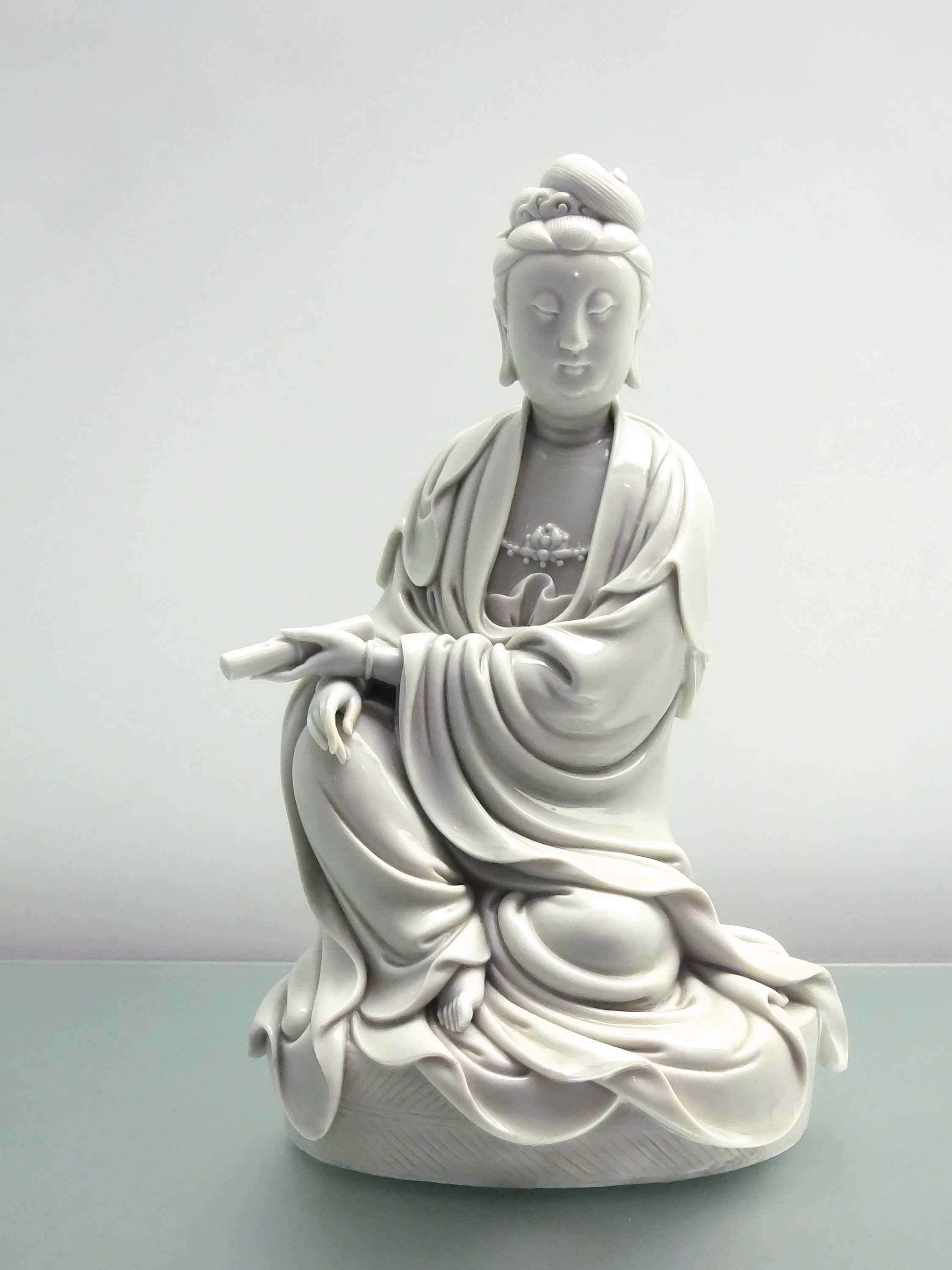
德化窑白釉觀音坐像（香港藝術館展品）
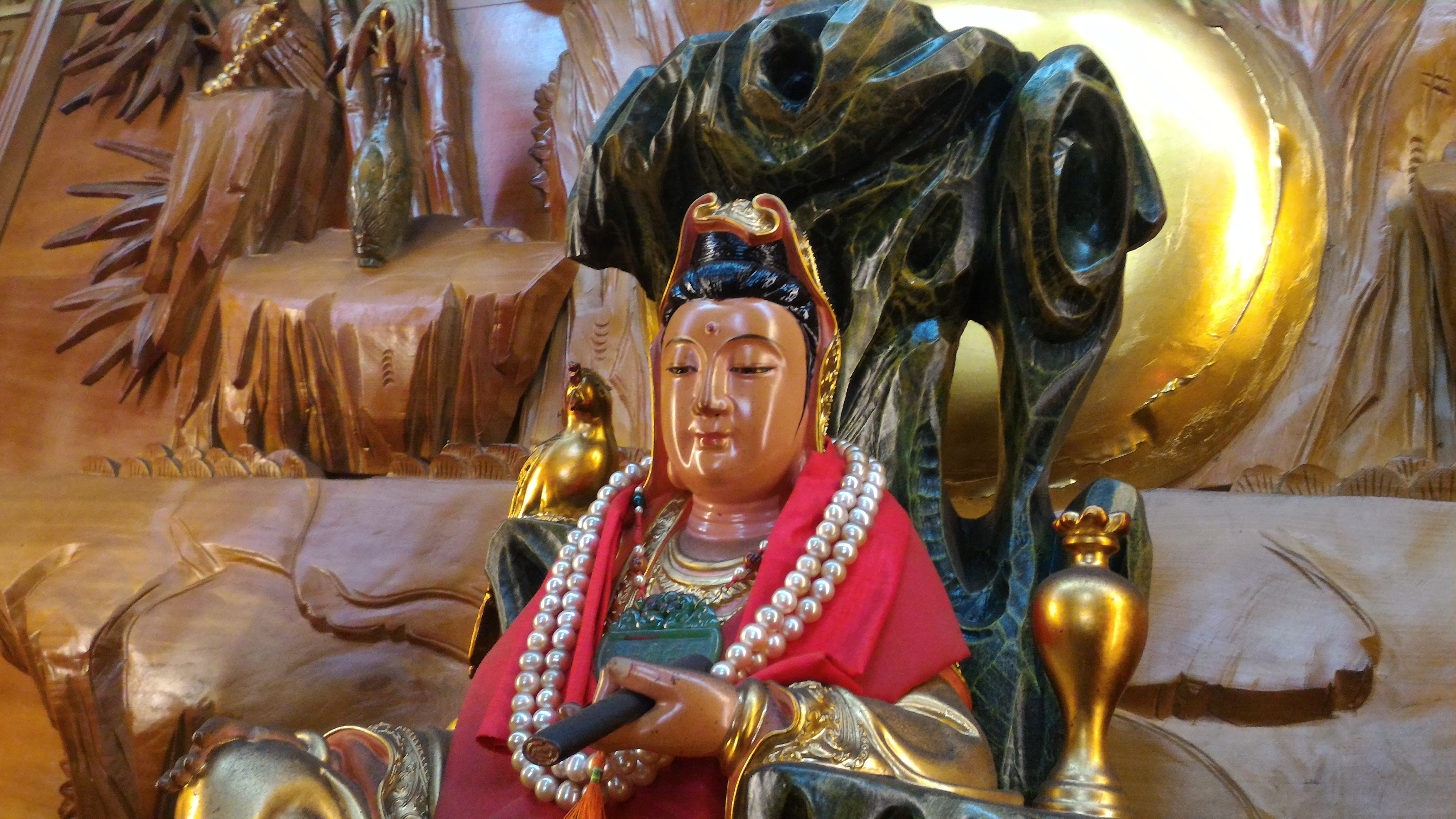
臺南聖恩佛祖會 觀世音菩薩（施冠鴻 （页面存档备份，存于）攝）
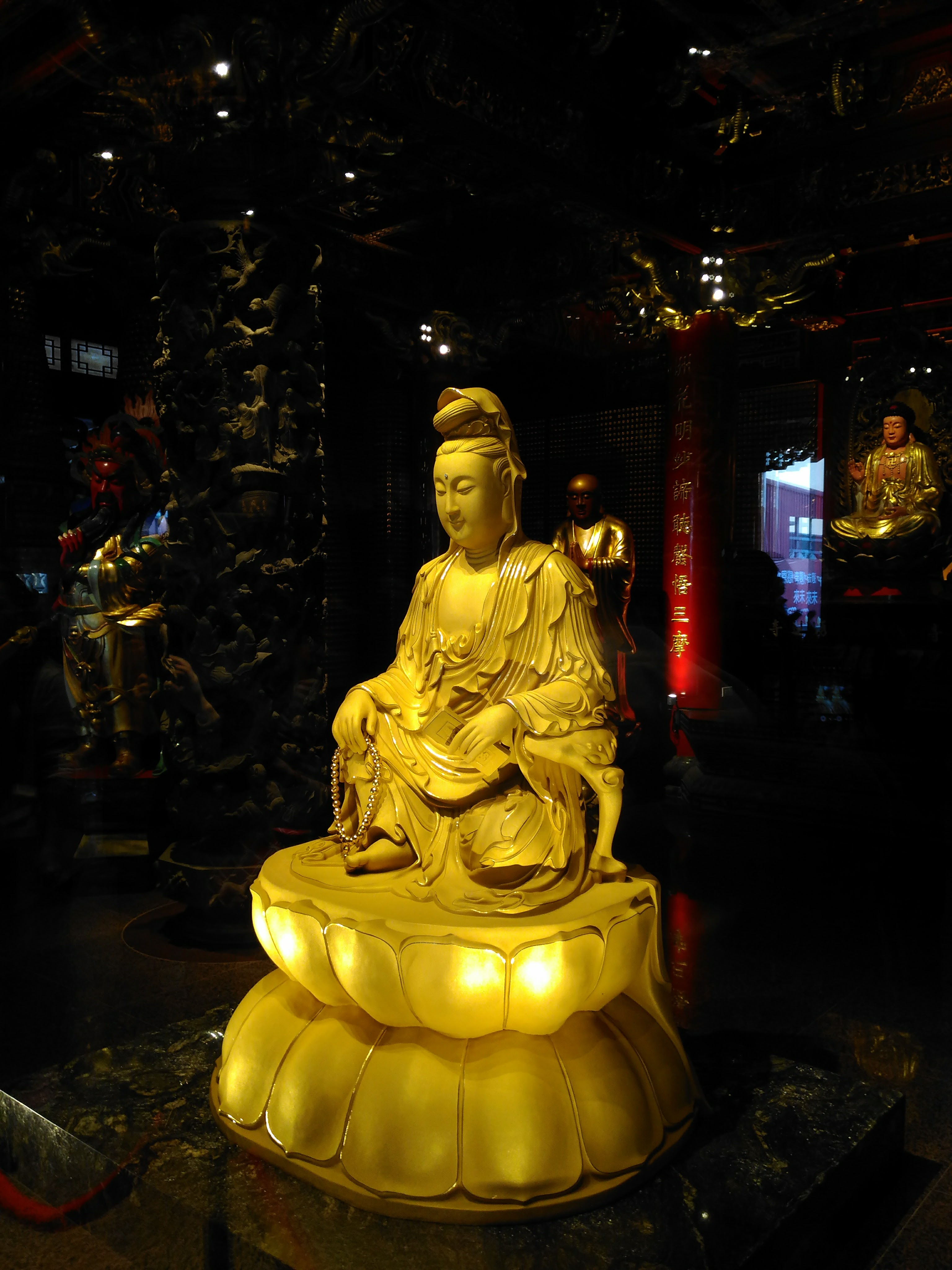
蘆洲湧蓮寺三寶殿中供奉的金觀音佛像
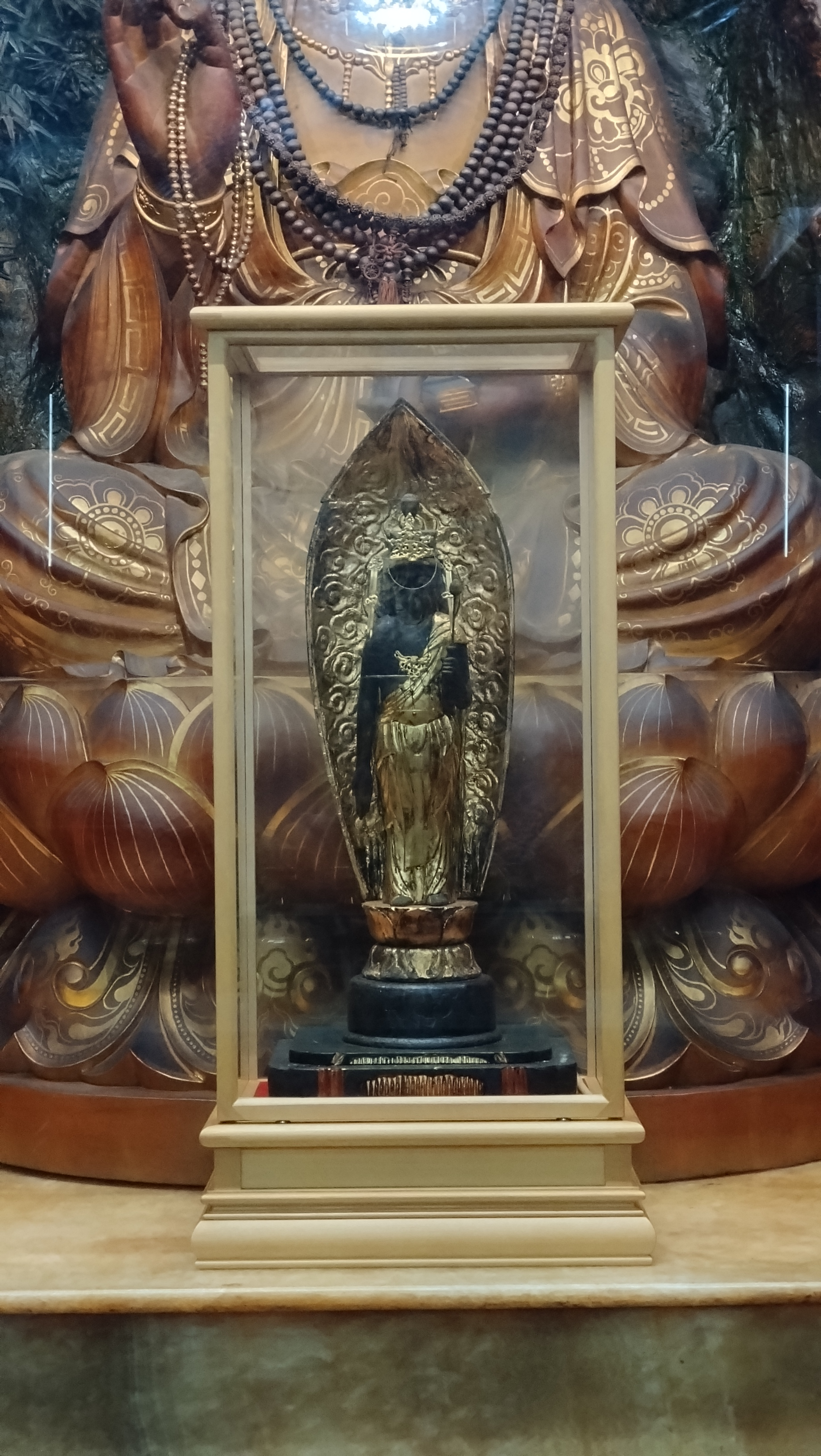
馬鳴山鎮安宮碧蓮閣中供奉的觀音佛像

#### 騎龍觀音

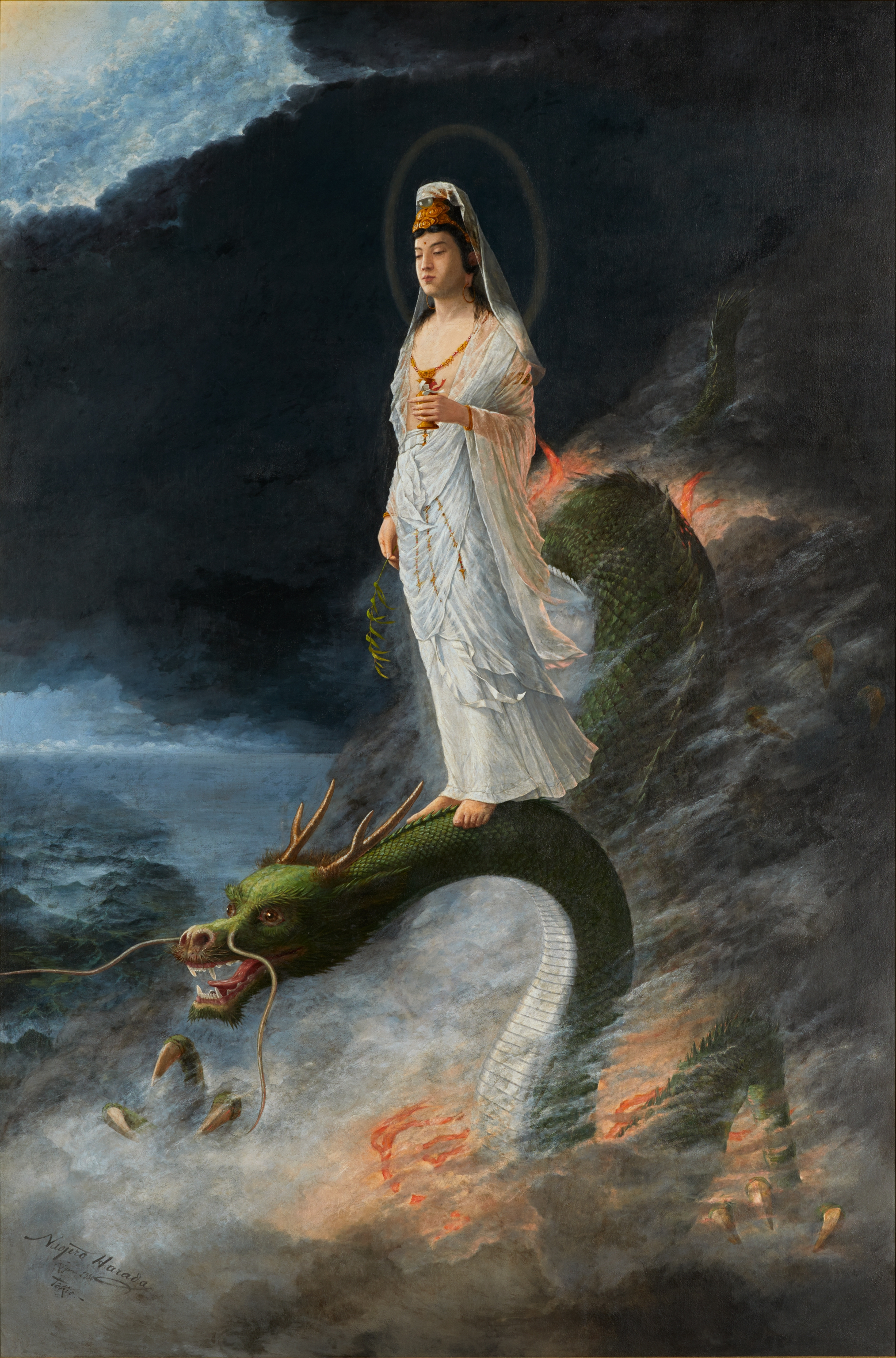
騎龍觀音像

「騎龍觀音」即慈航觀音的一種，《騎龍觀音像》攝影作品是指1959年八七水災之後流傳於台灣民間，供佛教、道教、儒教、齋教、一貫道、臺灣民間信仰等宗教信徒膜拜用之觀世音菩薩攝影顯像。
而由2003年台湾法院判決《台上字第四二四二號判決書》內容顯示，該圖像來源係不明人士以黑白攝影技術翻拍1890年（明治二十三年）日籍畫家原田直次郎原作《彩色騎龍觀音像圖》油畫之攝影作品。據稱，原收藏該作品的日本東京護國寺現仍保存這張油畫的原寸照片，而作品原件已由護國寺於1979年轉交東京國立近代美術館收藏。

### 藏传佛教的观音形象

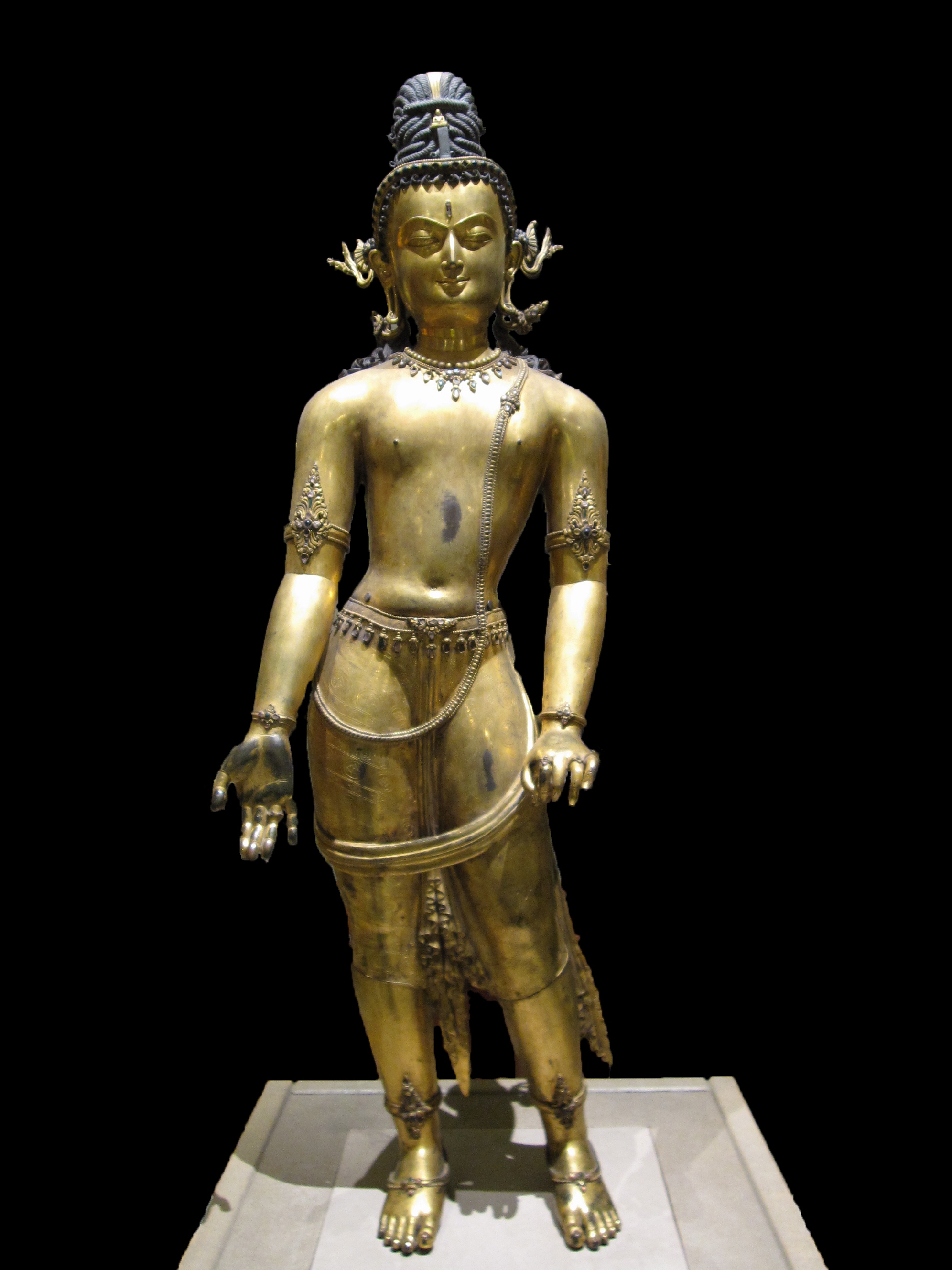
來自尼泊爾的16世紀觀世音菩薩鍍金青銅像

觀世音菩薩信仰在七世紀也傳入西藏，在藏傳佛教中稱做「Chenrezigwangchug」，以四臂觀音法相為主，達賴喇嘛被認為是其化身，馬頭明王是其忿怒相。
根據《度母本源記》所載，觀世音菩薩見眾生難以救度，不禁左眼流下了一滴眼淚，化為綠度母，右眼流下了一滴眼淚，則化為白度母。綠度母與白度母均被視為觀世音菩薩的化身。
又根據阿底峽尊者發現的書《柱間史》，當中記載釋迦牟尼佛將雪域的眾生都交給觀世音菩薩教化；觀世音菩薩有一名獼猴弟子受了戒，在雪域西藏修行時，遇上一名作雌猴打扮的羅剎女子以自殺逼婚，結果在觀世音菩薩的祝福下成婚（同時賜給了他五穀種子），是為藏族人的祖先。
吐蕃國王松贊干布亦被視為觀世音菩薩的化身，傳說他一出生則有三十二種相好，頭上更有一尊阿彌陀佛像。他所迎娶的尼泊爾赤尊公主則被認為是白度母的化身，文成公主則為綠度母的化身。

#### 青頸觀音
相傳觀音菩薩為了避免世人中毒，將惡魔噴出之毒液吞食，故其頸部發青，而惡魔也因此改邪歸正。此故事取材自溼婆吞服毒汁，拯救世間的印度神話。此菩薩也與千手千眼觀音、正觀音也有極大關係，或說是同體異名。

#### 一髻羅剎王菩薩
專門護持行者出世間之成就。或說是觀世音菩薩或普賢王如來的化身，藏名阿仲瑪或阿松媽（意即密咒護持母），梵名艾嘎乍紀（Ekadzati），即一髮髻之意。藏文：ཨེ་ཀ་ཛ་ཊི་, རལ་གཅིག་མ་。漢譯為一髮髻母、獨髮髻母。

#### 多羅觀音
藏傳佛教相信多羅觀音（度母、多羅菩薩）為觀世音菩薩之化身，如認為「綠度母」為觀世音菩薩右眼之淚滴所化，「白度母」為觀世音菩薩左眼之淚滴所化，而統稱「多羅觀音」。

### 化身其他神靈

#### 面燃大士
農曆七月中元普渡時，民間都先祭拜「面燃大士」俗稱「大士爺」或「普渡公」。統領七月時在人間接受香火的諸家亡魂。
「面燃大士」的形象一方面是源自《妙法蓮華經》中，觀音大士「應以鬼王身得度者，即現鬼王身而為說法」，是觀音大士教化餓鬼界眾生的需要而產生，另一方面是警惕人們應該積極布施僧侶、貧民，不宜動貪愛及慳吝想，以免墮入餓鬼心識，成為「面燃」的眷屬。

#### 民間女神
民間信仰中的女性神祇，有的出身由來之傳說常和觀世音菩薩有關，如傳說為觀世音菩薩之眼淚或血所化，或賜仙丹靈珠入其母胎而誕生。民間信仰中之媽祖、臨水夫人、菁埔夫人等，皆有和觀世音菩薩有關的傳說故事，可視為佛道融合而產生之現象。

## 觀音法門

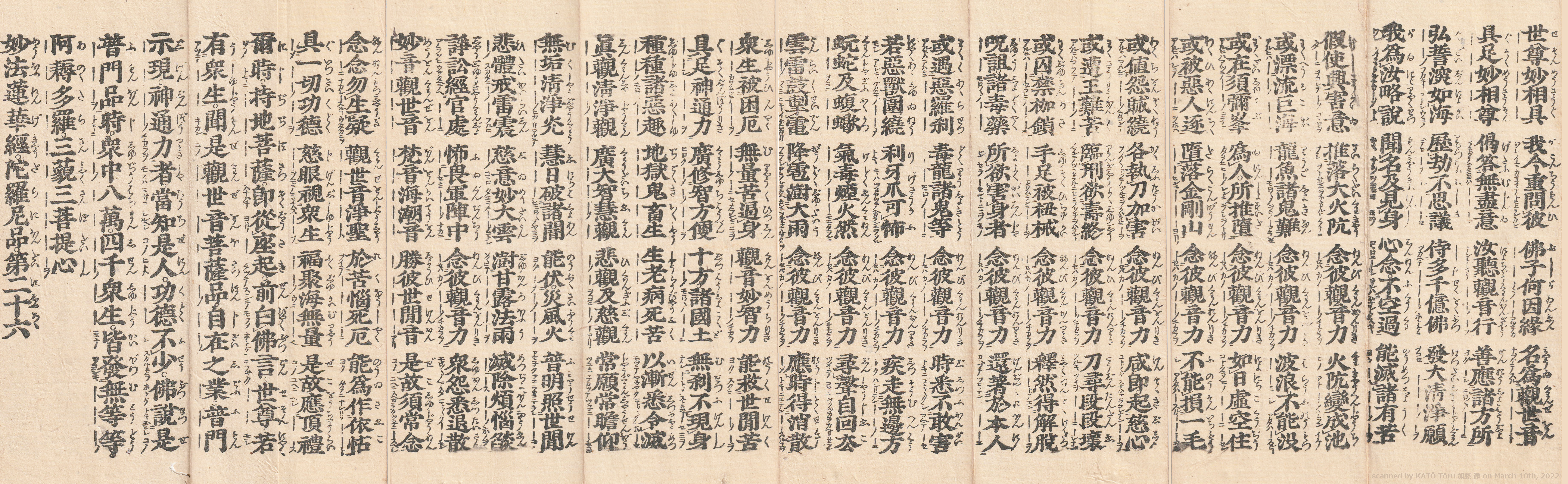
《普門品》

觀世音菩薩與娑婆眾生、末法眾生具有大因緣，一般正信佛教徒修持與觀世音菩薩為核心的法門，方式或功課有如下：

### 持名
念誦觀世音菩薩名號，即得無上功德，可尋求俗世的幫助，也可以祈求往生淨土，由於觀音菩薩化身無量，名號無量，念誦準提觀音、摩利支觀音、多羅觀音、青頸觀音等亦有，但漢傳佛教信徒持念觀音名號，通常以此幾種為主：
1. 南無西方極樂世界南海普陀洛伽山大慈大悲救苦救難廣大靈感觀世音菩薩摩訶薩
2. 南無大慈大悲救苦救難廣大靈感觀世音菩薩
3. 南無普陀山琉璃世界大慈大悲觀世音菩薩
4. 南無大悲觀世音菩薩
5. 南無觀世音菩薩
6. 南無觀自在菩薩

### 持咒
觀世音菩薩的咒語無數，比較著名的有：《大悲咒》、《六字大明咒》、《准提陀羅尼》、《十一面觀音咒》、《如意輪觀音陀羅尼》、《正觀音陀羅尼》、《白衣觀音陀羅尼》等真言（陀羅尼）。

#### 種子字
梵文的，是觀世音菩薩的種子字，代表觀世音菩薩的智慧。讀音“hrīḥ”（「赫利」），藏文：“ཧྲཱིཿ”。

### 誦經
誦經：持誦《般若心經》，《觀音普門經》、《法華經》、《金剛經》、《觀音三經》、《觀音五經》等經典。
- 《觀音普門經》（即《妙法蓮華經-觀世音菩薩普門品》）
- 《般若波羅密多心經》
- 《佛說如幻三摩地無量印法門經》
- 《觀世音菩薩得大勢菩薩受記經》
- 《悲華經》
- 《無量壽經》
- 《觀無量壽經》
- 《千手千眼無礙大悲心陀羅尼經》
- 《大乘莊嚴寶王經》
- 《佛說十一面觀世音神咒經》
- 《大方廣曼殊室利經》
- 《千光眼觀自在菩薩秘密法經》
- 《觀世音菩薩往生淨土本緣經》
- 《大樂金剛不空真實三昧耶經般若波羅蜜多理趣釋經》
- 《阿彌陀鼓音聲王陀羅尼經》
- 《觀自在菩薩隨心咒經》
- 《不空罥索咒心經》
- 《解深密經地波羅蜜多品第七》

## 主要道場
補怛洛伽山（梵文：Potalaka，又譯布怛落迦山、普陀洛迦山，簡稱為普陀山，義淨法師譯名海島山，或小白華山，又名光明山），因此山位於海島，島上滿佈小白華，清香美麗，傳說觀世音菩薩住此山中，常放光明，表示大悲光明，普門示現，因而得名。佛經所指「補陀落迦山」，乃指印度補怛洛伽山而言，而中國普陀山與西藏布達拉宮等處，皆是沿用「補陀落迦山」這個名稱。

### 印度補怛洛伽山
《華嚴經》說：「於此南方有山，名補怛洛伽山，彼有菩薩名觀世音自在。」又云：「海上有山多聖賢，聚寶所成極清淨，華果樹林香遍滿，眾流池沼悉具足，勇猛丈夫觀自在，為利眾生住此山，汝應往問諸功德，彼當示汝大方便。」善財童子受教向南而行，漸至此山：「見其山巖谷之中，泉流縈映，樹林翡鬱，香草柔軟右旋布地，觀自在菩薩，於金剛寶石上，結伽趺坐，無量菩薩，皆坐寶石，恭敬圍繞，而為宣說大慈悲法。」這裡是佛典裡真正所指的普陀山。
唐三藏玄奘法師之《大唐西域記》卷十秣羅矩吒國中，亦有記述称，秣羅矩吒南方海濱，有座秣剌耶山，「秣剌耶山東，有布呾落伽山，山徑危險，巖谷敧傾。山頂有池，其水澄鏡，派出大河，周流繞山二十匝，入南海。池側有石天宮，觀自在菩薩往來遊舍。其有願見菩薩者，不顧身命，厲水登山，忘其艱險，能達之者，蓋亦寡矣。而山下居人，祈心請見，或作自在山形，或為塗灰外道，慰喻其人，果遂其願。」

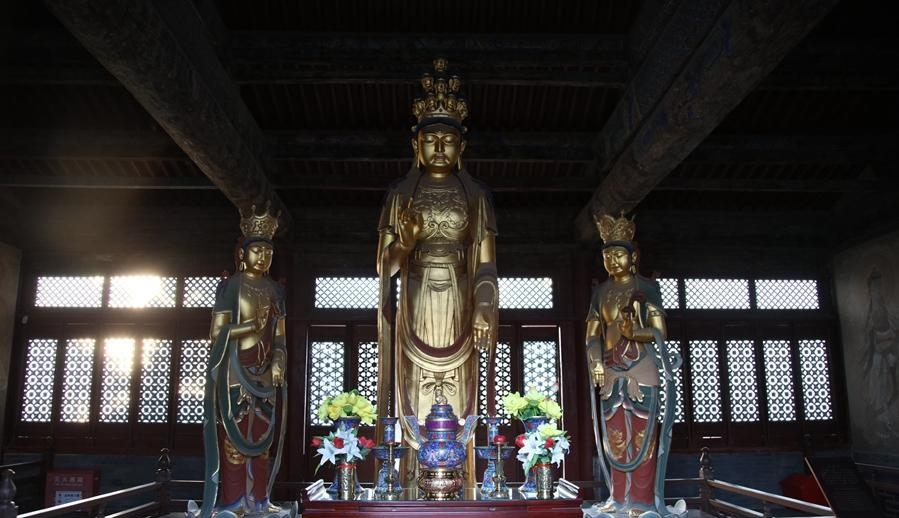
十一面观音菩萨像 - 华严寺, 大同市, 山西省, 中国

### 中國浙江普陀山
在中國浙江省舟山市普陀區，舟山群島之一的普陀山。島呈狹長形，島內崎嶇，由南至北，有錦屏山，光遊峰，伏龍山，雪浪山，青鼓山等，其中最高是島北的白華頂，又名佛頂山。島之東南有一小島，名洛伽山，合稱為普陀洛伽山，後人漸將普陀及洛伽分成兩個山名。
普陀山所以成為中國四大名山之一，名為觀世音菩薩的道場，其原因在普陀山誌記載，中國五代後梁貞明二年（公元916年），日本僧人慧諤，遊五台山，見一觀音像，莊嚴殊勝，心慕不已，實行不問自取，請回日本供養。豈料船經普陀山時，海中忽湧無數鐵蓮花，舟不能行，如是三日三夜，慧諤驚而禱告曰：「如聖像與日本眾生無緣，當從所向，弟子隨從所適，建寺供養。」禱畢舟行，至潮音洞邊即停，慧諤捧大士像離舟登岸，時岸邊漁民，聽慧諤說明來意，大受感動。張氏漁翁獻出住宅，讓慧諤和尚供像安居，改名為「不肯去觀音院」。而慧諤和尚，亦成為普陀山的開山始祖。
普陀山最著名的山洞，是潮音洞，及梵音洞。潮音洞位在沙岩之中，高約數丈，洞內怪石磷磷，海水湧入，其聲如雷，遊客僅可立於天窗外俯視，不能入內。梵音洞在青鼓山下，高數十丈，洞底崩石累累，海水接踵而來，水花飛濺，聲如龍吟虎嘯，誠心朝山進香的有緣人，能見觀世音菩薩於洞中現身。

### 中國西藏布達拉宮
中國西藏的布達拉宮是座位於瑪布日山（紅山）上的達賴喇嘛宮殿。周約一里，普通稱布達拉（亦音補陀洛）。興建年代，大約在西曆五八一年，當時宮殿規模較小，至十七世紀末葉，達賴喇嘛在位時，有一執權僧人，名松格吉雅若，繪畫宮殿改建圖，於十八世紀建造成今日所見雄偉莊嚴的布達拉宮。據說，布達拉宮佛殿之靈塔，金壁輝煌，上段安置純金的觀音聖像。像內部封存有傳說出松茲堅布教王從印度迎回佛陀時代留下的觀音聖像。西藏自古，便以觀音菩薩為開國之祖。而歷代國王，多信仰觀世音菩薩。因此：西藏人在尊崇國王的同時，亦信仰觀世音菩薩。

## 主要寺廟

### 中國大陸
- 安海龙山寺：位於福建泉州晋江安海，是一间影响力深远的庙宇，于隋越王皇泰年间（618年）开始兴建，1623年重修，正殿供奉千手千眼观世音菩萨，目前属于福建省文物保护单位，已有千年历史，海外的大量龙山寺均为该处分灵。由于历史悠久，不论是晋江的本寺或海外诸多分灵寺庙，在战乱中都常传出神蹟，也造就了各地龙山寺的香火鼎盛。
- 三亞南山寺三十三观音堂：位於海南省三亚市南山佛文化苑，集观音菩萨三十三种化身于一堂的场所。
- 承德補陀洛寺：熱河承德的補陀洛寺，又稱承德普陀寺，是當地的信仰中心。

### 日本

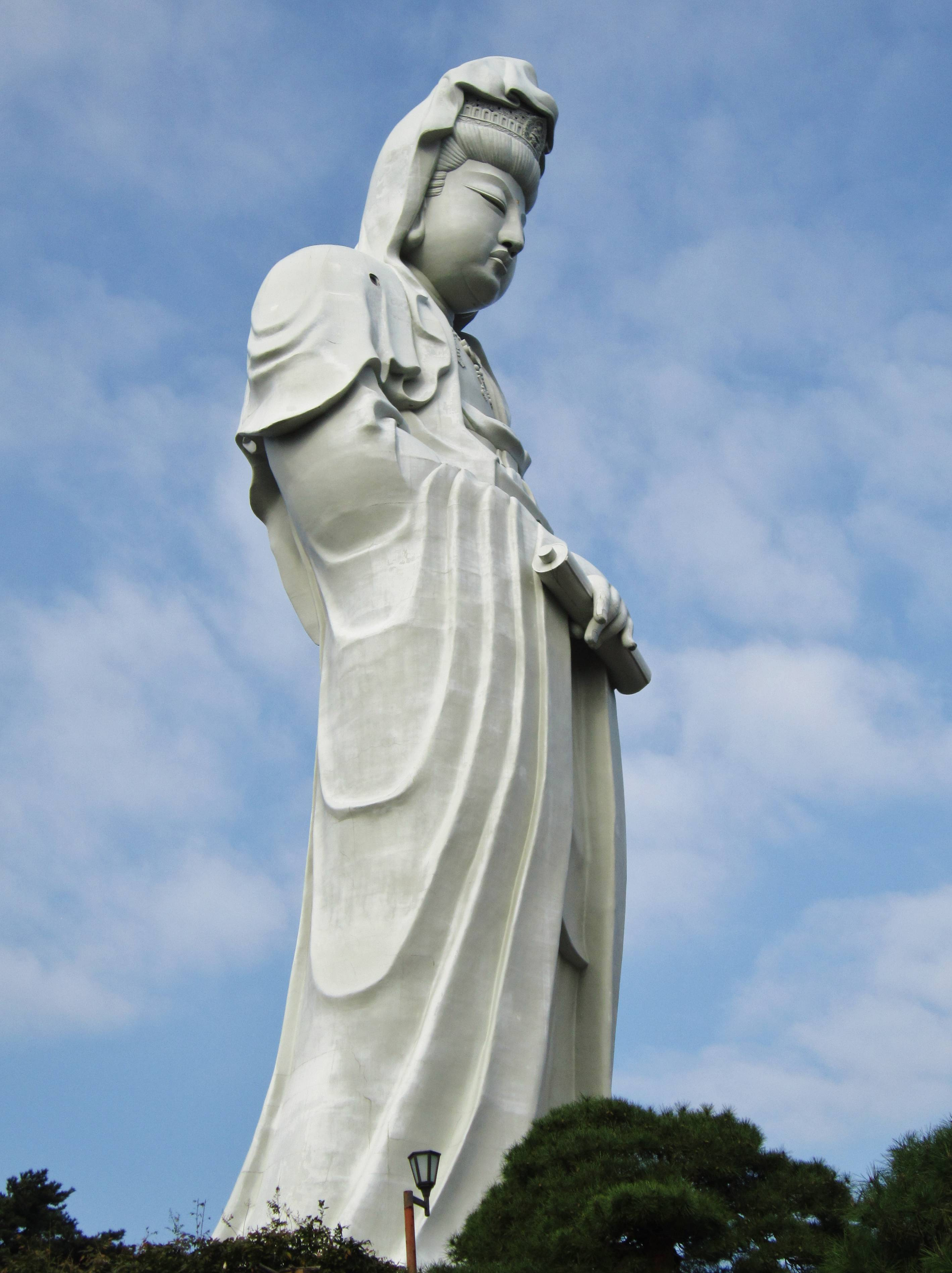
高崎白衣大觀音巨像

日本觀音信仰中心為東京都台東區的聖觀音宗淺草寺、三重県津市津觀音、愛知縣名古屋市的大須觀音，合稱為「日本三大觀音」。日本其他祭祀觀音的廟宇或殿堂尚有栃木縣中禪寺立木觀音堂千手觀音、大谷寺千手觀音（大谷磨崖仏）、寺山觀音寺 - 千手觀音及兩脇侍像、東京護国寺如意輪觀音、品川寺水月觀音與聖觀音、塩船觀音寺千手觀音、神奈川長谷寺十一面觀音、弘明寺十一面觀音、大船觀音寺白衣觀音、靜岡縣禮拝山興亞觀音、福井縣羽賀寺十一面觀音、馬居寺馬頭觀音、滋賀縣石山寺如意輪觀音、向源寺（渡岸寺）十一面觀音、櫟野寺十一面觀音、京都松尾寺馬頭觀音、廣隆寺、清水寺千手觀音、三十三間堂千手觀音、六波羅蜜寺十一面觀音、大雲寺十一面觀音、觀音寺十一面觀音、醍醐寺如意輪觀音與准胝觀音、京都大報恩寺、大阪大聖觀音寺、四天王寺救世觀音、觀心寺如意輪觀音、葛井寺千手觀音、道明寺十一面觀音、兵庫縣中山寺十一面觀音、神呪寺如意輪觀音與聖觀音、斑鳩寺如意輪觀音、須磨寺聖觀音、奈良法隆寺、興福寺、藥師寺聖觀音、唐招提寺千手觀音、法華寺十一面觀音、長谷寺十一面觀音、室生寺十一面觀音、東大寺十一面觀音（二月堂）、不空羂索觀音（法華堂）、如意輪觀音（金堂）、大安寺、聖林寺十一面觀音、岡寺如意輪觀音、和歌山縣道成寺千手觀音、金剛三昧院十一面觀音、補陀洛山寺千手觀音、福岡縣觀世音寺等地。

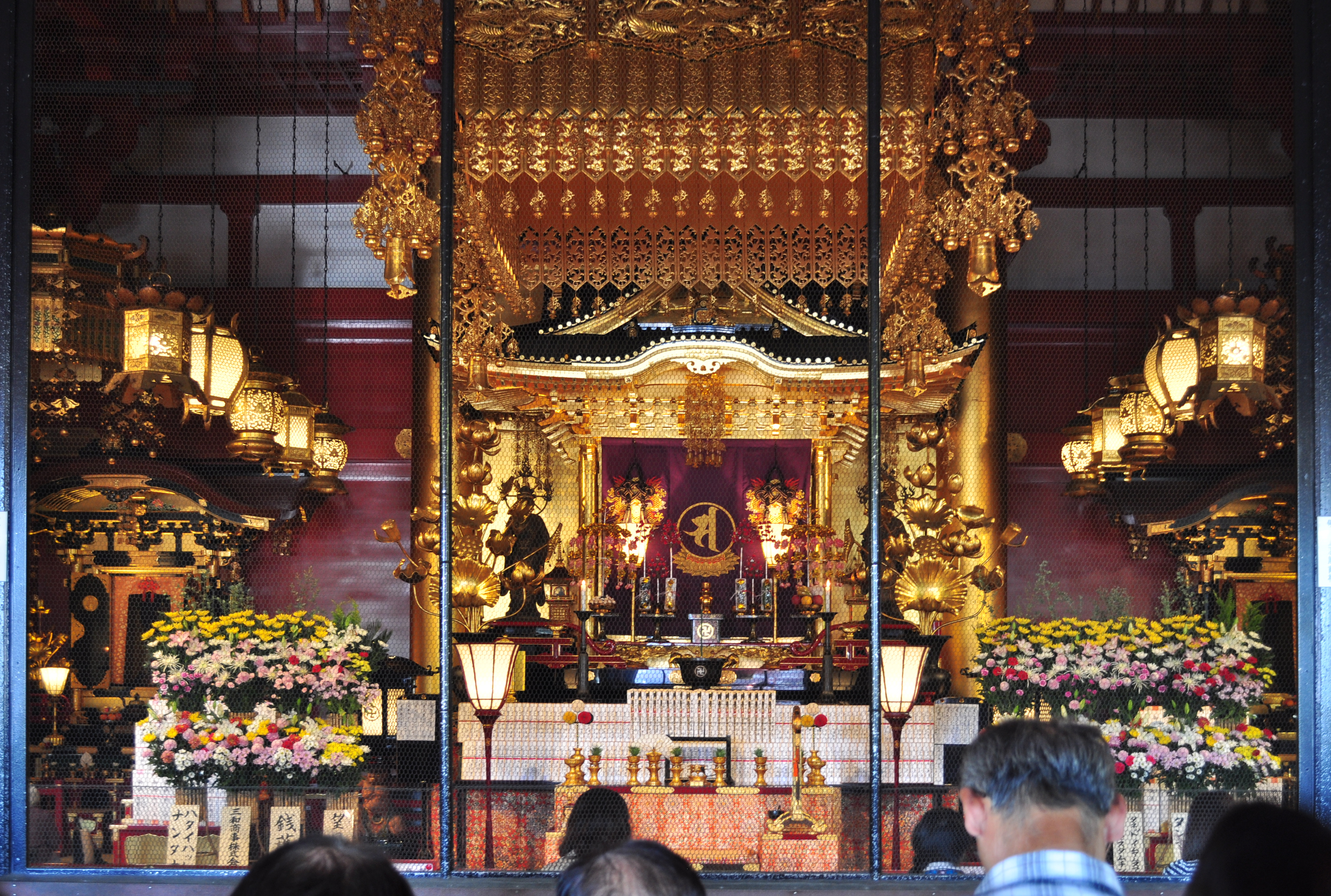
淺草寺本堂佛龕
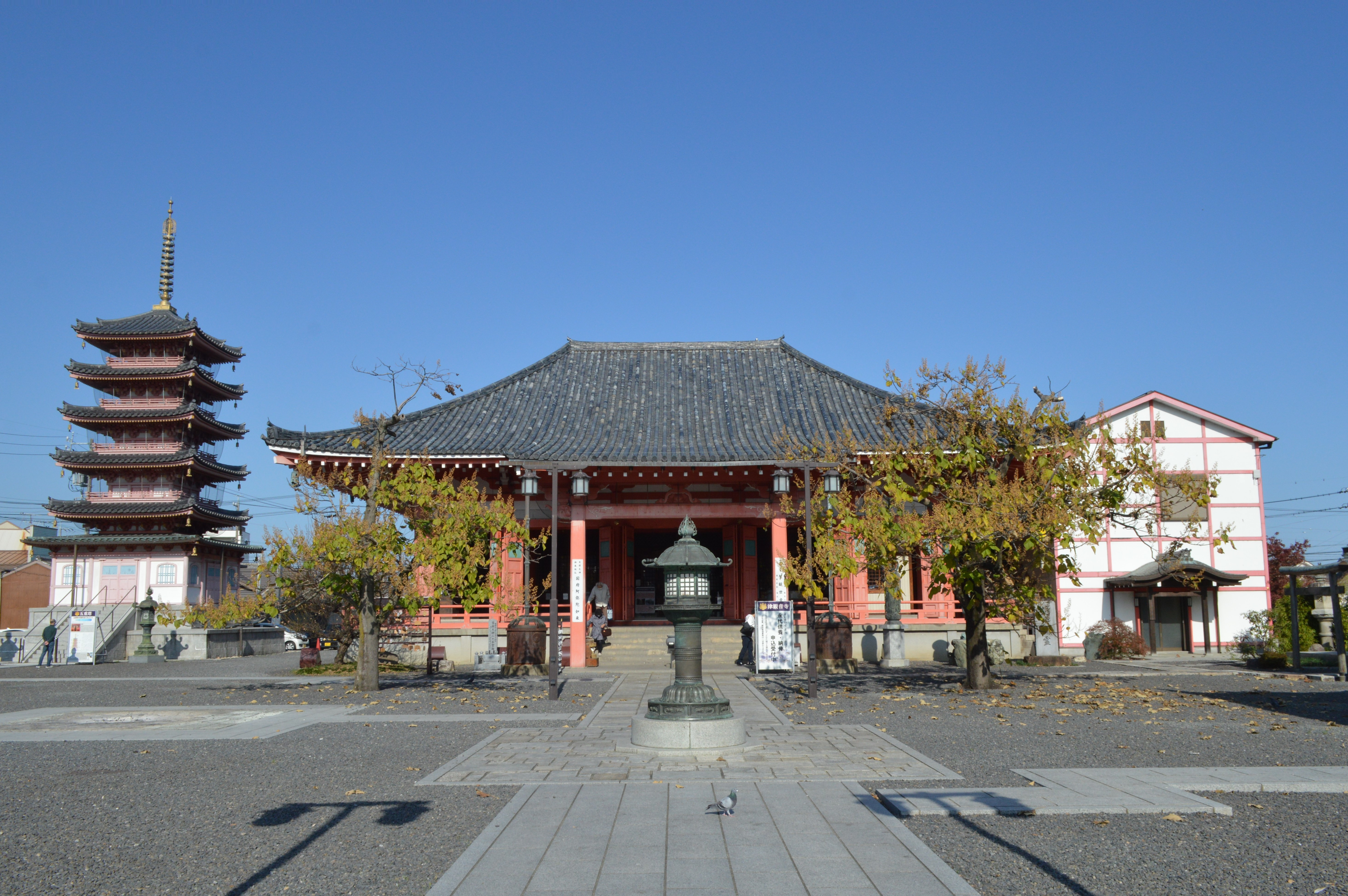
津觀音
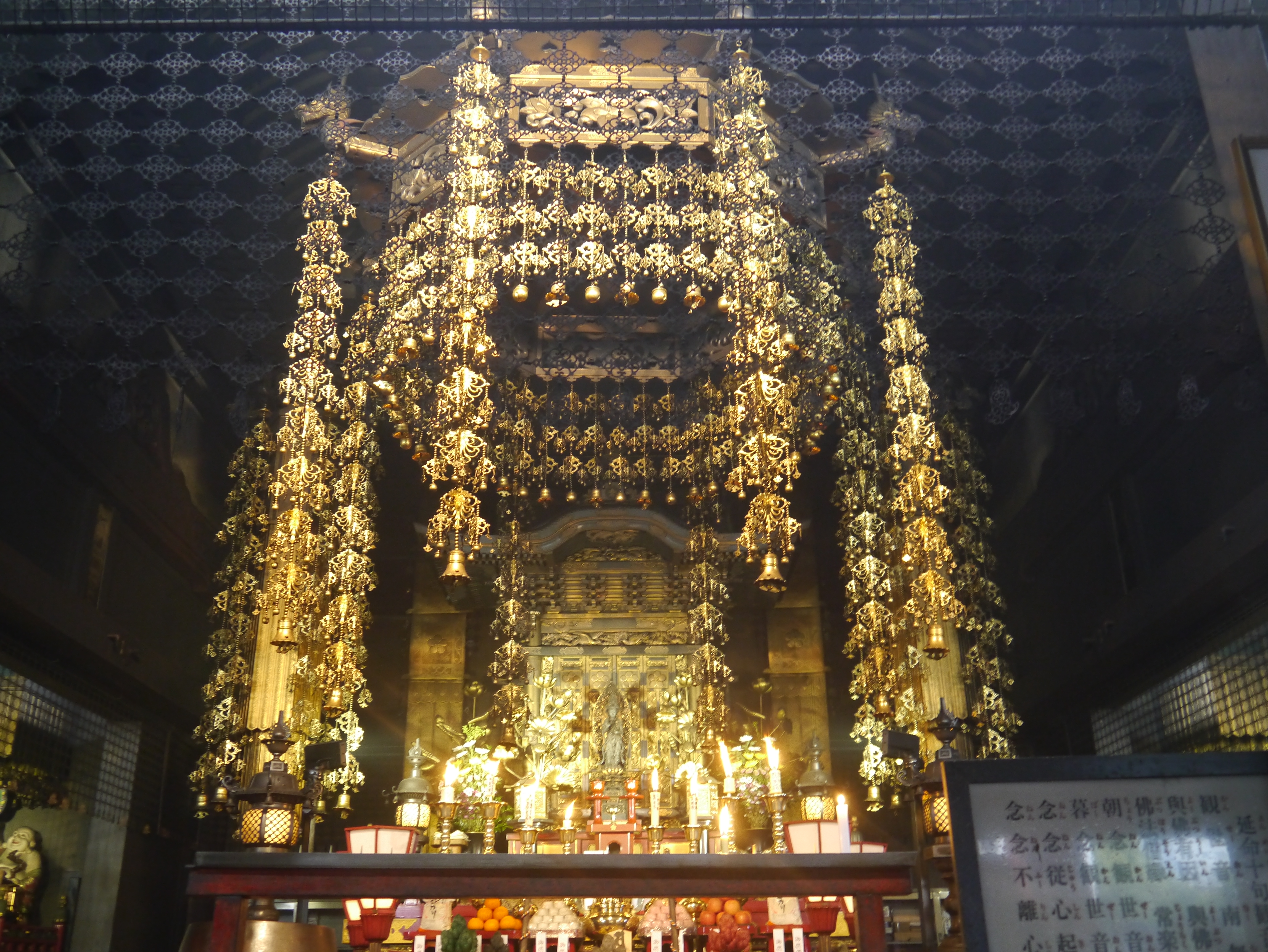
大須觀音佛龕

### 韓國
韓國佛教界曾票選出“33观音圣地”，乃指以观音信仰为基础，拥有「圆通殿」和「观音殿」等基本殿宇的33座寺庙：

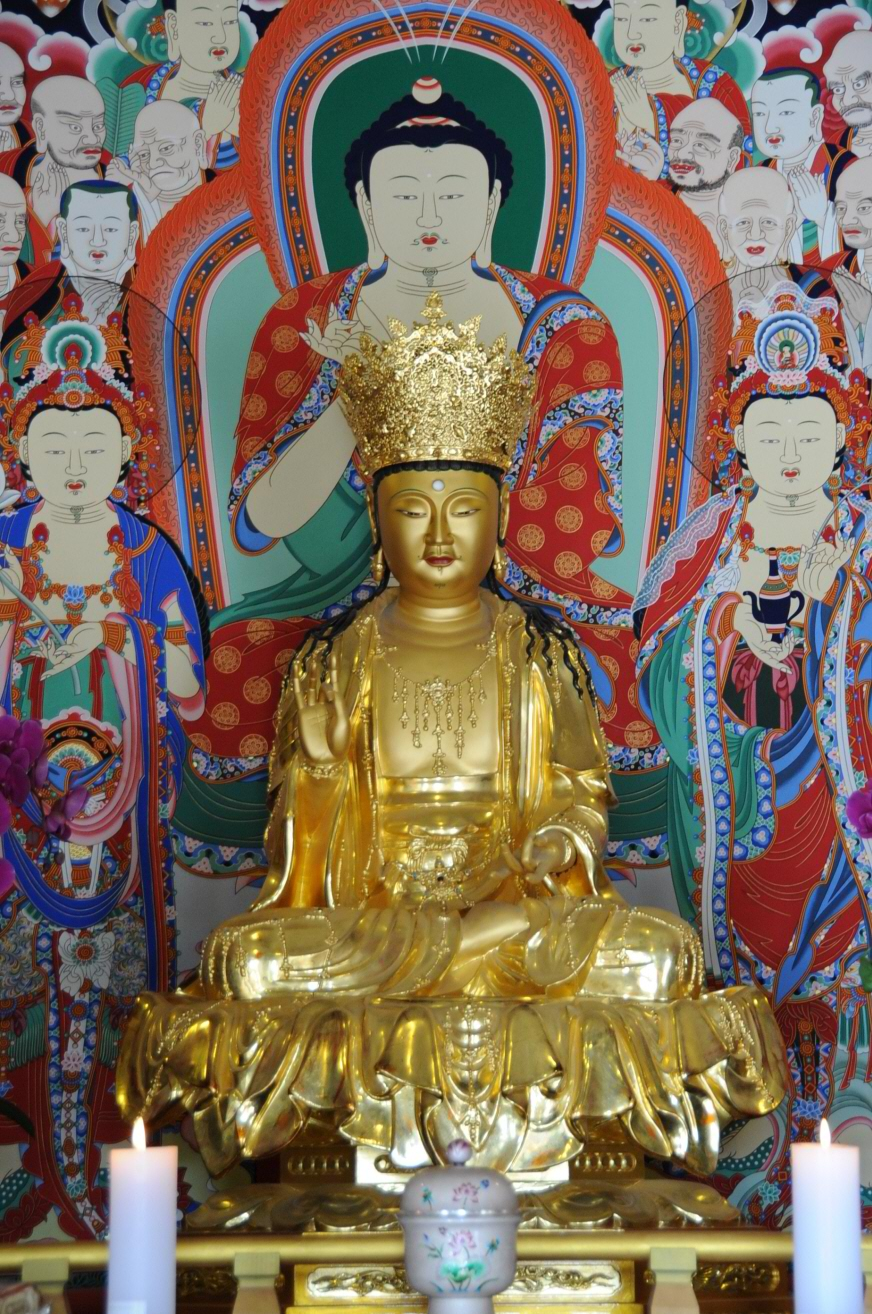
襄陽洛山寺乾漆觀音菩薩坐像

- 江原特別自治道襄陽郡洛山寺（朝鲜语：낙산사）
- 釜山廣域市机张郡海東龍宮寺
- 慶尚南道南海郡菩提庵（朝鲜语：보리암 (남해군)）
- 仁川廣域市江華郡普門寺（朝鲜语：보문사 (강화군)）
- 首爾特別市鍾路區曹溪寺
- 京畿道華城市龍珠寺
- 忠清南道禮山郡修德寺
- 忠清南道公州市麻谷寺
- 忠清北道報恩郡法住寺
- 全羅北道金堤市金山寺
- 全羅北道扶安郡來蘇寺
- 全羅北道高敞郡禪雲寺
- 全羅南道長城郡白羊寺
- 全羅南道海南郡大興寺
- 全羅南道麗水市向日庵（朝鲜语：향일암）
- 全羅南道順天市松廣寺
- 全羅南道求禮郡華嚴寺
- 慶尚南道河東郡雙磎寺
- 大邱廣域市東區桐華寺
- 慶尚北道永川市銀海寺
- 慶尚南道陝川郡海印寺
- 慶尚北道金泉市直指寺
- 慶尚北道義城郡孤雲寺
- 慶尚北道慶州市祇林寺
- 慶尚北道慶州市佛國寺
- 慶尚南道梁山市通度寺
- 釜山廣域市金井區梵魚寺
- 江原特別自治道束草市新興寺
- 江原特別自治道平昌郡月精寺
- 江原特別自治道寧越郡法興寺
- 江原特別自治道原州市龜龍寺
- 京畿道驪州市神勒寺
- 首爾特別市江南區奉恩寺
- 首爾特別市江北區道詵寺

### 臺灣

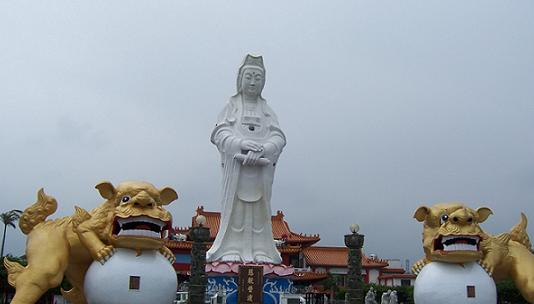
基隆中正公園大佛禪院高七十四台尺的觀音大士巨型佛像

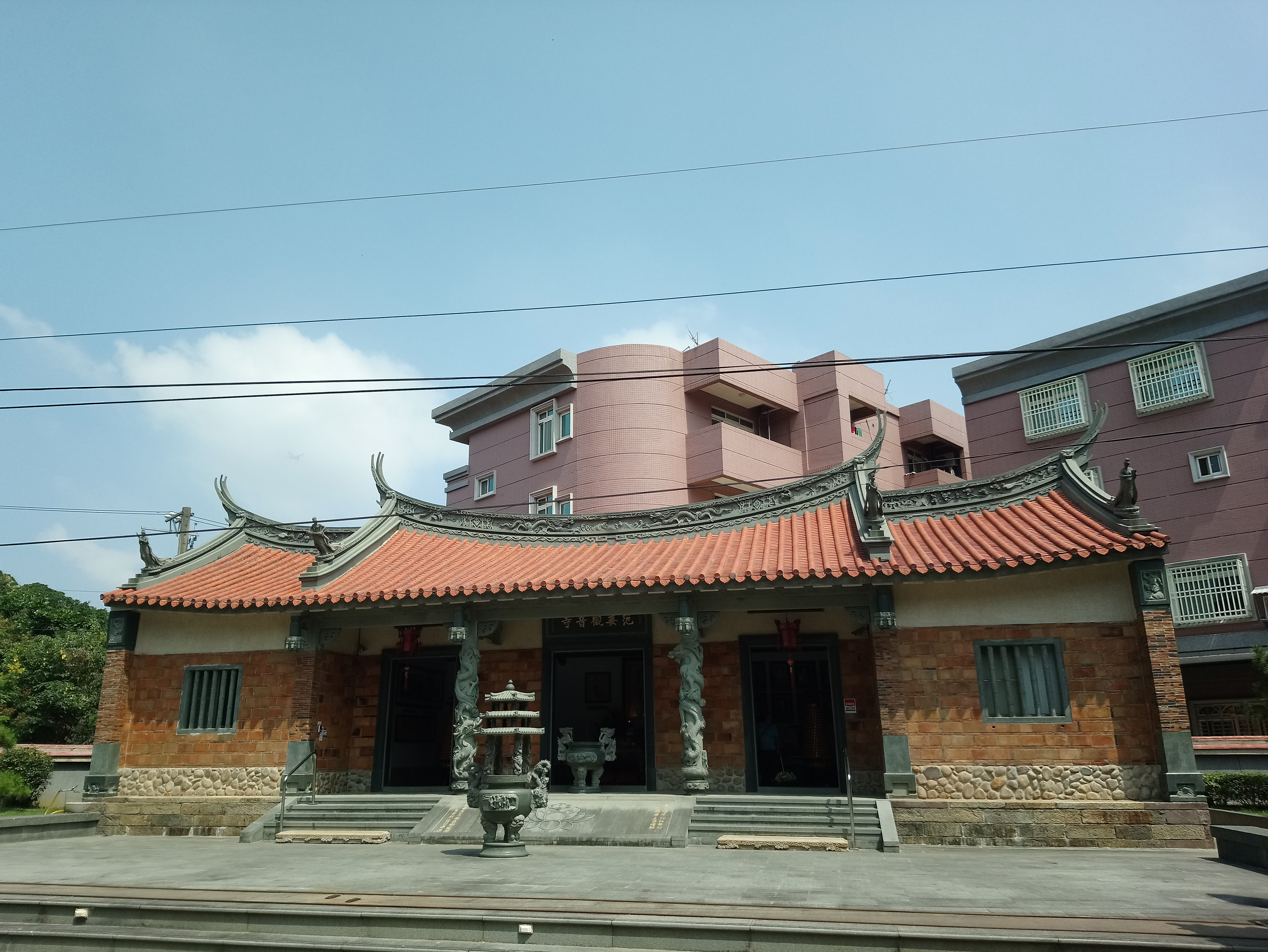
范姜觀音寺

#### 臺北市
- 艋舺龍山寺
- 大雄精舍：位於臺北市中正區信義路二段271號，大安森林公園內由楊英風作品的觀音像原屬於該舍。
- 東和禪寺觀音禪堂
- 寶藏巖
- 北投普濟寺
- 劍潭古寺：2006年主祀改為釋迦牟尼佛。

#### 新北市

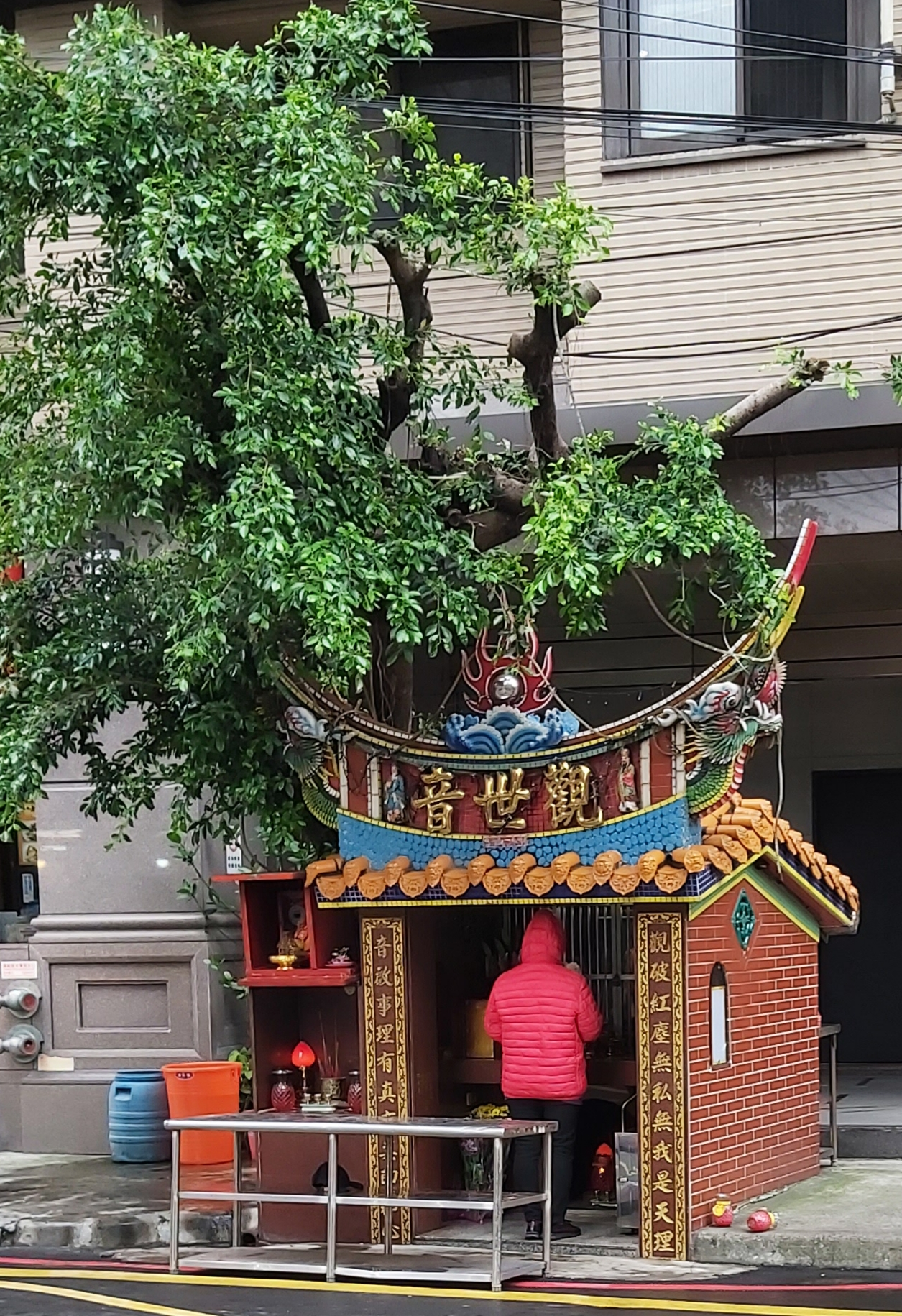
位於新北市路邊的小型觀世音廟

- 淡水龍山寺
- 板橋接雲寺
- 蘆洲湧蓮寺
- 五股西雲寺
- 五股凌雲寺
- 樹林海明寺
- 竹林山觀音寺

#### 桃園市
- 壽山巖觀音寺
- 石觀音甘泉寺
- 范姜觀音寺
- 蓮座山觀音寺

#### 新竹市
- 新竹竹蓮寺
- 新竹金山寺

#### 苗栗縣
- 頭份石觀音寺
- 慈雲寺

#### 臺中市
- 北屯松竹寺
- 清水紫雲巖
- 潭子潭水亭

#### 彰化縣
- 彰化開化寺
- 鹿港龍山寺
- 芬園寶藏寺
- 花壇虎山巖
- 社頭清水巖
- 社頭泰安岩

#### 南投市
- 南投碧山巖

#### 雲林縣
- 虎尾堀頭紫雲寺
- 北壇碧水寺
- 龍巖龍安宮

#### 嘉義縣
- 半天岩紫雲寺
- 民雄大士爺廟
- 水上苦竹寺
- 金山岩
- 白杞寮玉山岩
- 頂寮竹安寺
- 埤肚水得寺
- 頂安宮

#### 台南市
- 赤山龍湖巖
- 火山碧雲寺
- 白河大仙寺
- 臺疆祖廟大觀音亭
- 東山碧軒寺
- 赤崁樓大士殿
- 廣慈院
- 慎德齋堂
- 擇賢堂
- 報恩堂
- 觀音講寺
- 西德堂
- 德化堂
- 法華寺
- 竹溪禪寺
- 八吉境重慶寺
- 六合境清水寺
- 大寮玄良亭
- 開元寺
- 六興境帆寮慈蔭亭
- 八協境龍山寺
- 慈雲寺
- 慈照寺
- 鹽埕觀音寺
- 誠心精舍
- 大灣觀音廟
- 安平觀音亭
- 佳里佳福寺
- 馬沙溝觀音巖
- 新圍仔新寶宮
- 開基玉皇宮

#### 高雄市
- 大崗山超峰寺
- 鳳山龍山寺
- 左營護安寺
- 左營興隆淨寺
- 觀音山大覺寺
- 紅毛港朝鳳寺
- 一甲觀音亭
- 內門紫竹寺
- 內門南海紫竹寺
- 內門南海紫竹林寺
- 草衙朝陽寺
- 中洲紫竹寺

#### 屏東縣
- 赤山巖
- 小琉球碧雲寺

#### 澎湖縣
- 澎湖觀音亭

#### 連江縣
- 北竿蕭王府：位於福建馬祖北竿鄉塘岐村，廟宇二樓大殿供奉觀世音菩薩，因分靈自中國福建省惠安縣東周半島之靈山古寺（俗稱「蓮城寺」），因而尊稱「蓮城佛祖」。
- 北竿龍角峰五靈公廟：位於福建馬祖北竿鄉芹壁村，廟雖名為「五靈公廟」，正殿主祀觀世音菩薩，神龕上書「白衣大士」。本廟特有「祈夢」文化，相傳龍角峰廟中供有夢神的舅舅，夢神每年農曆正月29日來此訪舅，因此只有這一天可以「祈夢」。

### 泰国
- 天华慈善医院：位于曼谷耀华力路。始建于1903年。

### 馬來西亞

#### 槟城
- 槟城椰脚街观音亭：又名广福宫，是槟城州乔治市的一座大乘佛教寺庙。该寺建于1728年，是槟城最古老的寺庙。
- 槟城極樂寺：位于槟城州，槟岛的亚依淡（Air Itam）。建于1893年，寺庙依山而建，占地12公顷。
- 槟城观音寺
- 槟城东方花园观音殿
- 槟城香山寺
- 槟城七星紫音坛
- 槟城威北甲抛峇底广福亭
- 槟城观音阁
- 槟城显封宫
- 槟城高渊观音亭
- 槟城大山脚德济阁
- 槟城浮罗观音堂
- 槟城广福宫
- 槟城白衣堂
- 槟城马交街南海宫
- 槟城诗布朗再也观音庙
- 槟城大山脚观音亭
- 槟城观世音菩萨堂
- 槟城法华岩
- 槟城玄母殿
- 槟城祥云庵

#### 霹雳
- 霹雳红毛丹普济佛堂
- 霹雳金宝古庙
- 霹雳红毛丹观音庙
- 霹雳怡保壩罗水月宫
- 霹雳怡保灵仙岩
- 霹雳怡保万里望观音庙
- 霹雳红土坎广福宫
- 霹雳观音洞
- 霹雳爱大华南海慈善宫
- 霹雳瓜拉古楼莲花庵
- 霹雳红毛丹普济佛堂
- 霹雳邦咯岛灵慈宫
- 霹雳怡保巴占大众花园观音庙
- 霹雳太平后廊观音庙
- 霹雳金宝万邦刁湾观音庙
- 霹雳安顺观音庙

#### 馬六甲
- 青雲亭：始建於15世紀，位於該國馬六甲 Tokong 街25號，是馬來西亞最古老的華人廟宇。

#### 雪兰莪
- 巴生观音亭：位于五条路（Simpang Lima）的Jalan Barat Daya。建于1892年，是巴生华社的信仰中心。
- 雪兰莪吉胆南海观音亭
- 雪兰莪巴生白音宫
- 雪兰莪巴生紫林坛
- 雪兰莪加影观音亭
- 雪兰莪加影南海观音神仙
- 雪兰莪万津摩立慈航堂
- 雪兰莪丹绒士拔顺平宫
- 雪兰莪沙白安南白莲寺
- 雪兰莪大港善财童子庙
- 雪兰莪适耕庄南海观音菩萨
- 雪兰莪巴生椰脚紫云亭
- 雪兰莪仁嘉隆南海观音寺
- 雪兰莪蒲种观音殿
- 雪兰莪万挠感应亭
- 雪兰莪沙沙兰南音堂
- 雪兰莪双溪毛糯观音庙

#### 吉隆坡
- 吉隆坡冼都观音亭
- 吉隆坡观音阁观音古庙光孝寺
- 吉隆坡增江福泽堂
- 吉隆坡增江北区慈竹寺
- 吉隆坡文良港白莲寺
- 吉隆坡观音堂
- 吉隆坡怡保路万寿亭观音庙
- 吉隆坡慈云山七宝寺
- 吉隆坡蕉赖双溪哥拉容关义观音庙

#### 吉打
- 吉打居林观音亭
- 吉打居林静安宫
- 吉打居林广福宫
- 吉打广福宫

#### 森美兰
- 森美兰波德申芦骨南海观音庙

#### 柔佛
- 柔佛麻坡南海飞来观音菩萨
- 柔佛古来云山宫
- 柔佛古来观音堂
- 柔佛新山栢龄花园观音庙

#### 砂拉越
- 砂拉越古晋新尧弯水月宫
- 砂拉越古晋众善堂
- 砂拉越古晋石隆门慈云济
- 砂拉越古晋林华山观音堂

### 新加坡
- 萬壽山觀音堂：創立於1880年，於2013年被納入受保留建築物文化遺產。
- 堃成堂：創立於1880年，位於萬壽山腳，於2013年被納入受保留建築物文化遺產。
- 觀音堂佛祖廟：創立於1884年，是新加坡香火最鼎盛的廟宇。
- 東陵同善堂：創立於1892年
- 善德堂：創立於1902年
- 如切觀音堂：創立於1919年
- 福海禪寺：創立於1935年

## 纪念日
觀世音菩薩每年有三大纪念日，為誕辰日、成道日、出家日，一般认为来自中國傳奇《香山寶卷》中，觀世音菩薩的前世「妙善公主」的生平。每逢三大纪念日，汉传佛教信徒便会雲集寺院中或燒香、禮佛，或誦經、坐禪，或祈禱、還願，热闹有如三節。有些地区会将三大纪念日笼统地称爲“观音菩萨的三次生日”。分别为：
- 農曆二月十九日：觀世音菩薩誕辰紀念日。
- 農曆六月十九日：觀世音菩薩得道紀念日。
- 農曆九月十九日：觀世音菩薩出家紀念日。

## 文學形象
- 中国古典小说名著《西遊記》中，觀音多次出場。
  - 在大鬧天宮時，觀音推薦二郎神來降服孫悟空。
  - 觀音自薦去唐朝尋找取經人，路上指點孫悟空、豬八戒、沙悟淨作唐僧的徒弟，指點小白龍作唐僧的腳力，最後找到唐玄奘。
  - 取經中多次幫助唐僧等人。
  - 取經後，觀音發現唐僧只受了80難，還少一難，便叫金剛加了一難。
- 中國古典小說《封神演義》中，以慈航道人的身份出場。

### 引用
1. ↑  德國宗教社會學者韋伯認為這是中國受佛教密宗性力女神信仰的影響 參見韋伯著 康樂 簡惠美譯. . 台北市: 新橋譯叢. 119: 433. ISBN 957-32-2877-7 （中文）.
2. ↑  玄奘法師《大唐西域記》：「阿縛盧枳低濕伐邏，唐言『觀自在』，合字連聲，梵語如上。分文散音，即『阿縛盧枳多』，譯曰『觀』，『伊濕伐邏』，譯曰『自在』。舊譯為『光世音』或『觀世音』，皆訛謬也。」
3. ↑  玄應《一切經音義》卷五：「舊譯觀世音，或言光世音，並訛。又尋天竺多羅葉本，皆云舍婆羅，則譯為自在。雪山以來經本，皆云娑婆羅，則譯為音。當以舍、娑兩聲相近，遂致訛失。」
4. ↑  後藤大用. . 天華出版事業股份有限公司. 1987-07-01. ISBN 9789579397056.
5. 1 2  印順法師《初期大乘佛教之起源與開展》
6. ↑   無上瑜伽的. 爾時世尊大毘盧遮那如來。告聖觀自在菩薩摩訶薩言。即汝蓮華手是名為蓮華
7. ↑  《楞嚴經》：“憶念我昔，無量恆河沙劫，於時有佛，出現於世，名『觀世音』。我於彼佛，發菩提心，彼佛教我，從聞、思、修，入三摩地。”
8. ↑  《普門品》：無盡意菩薩白佛言：「世尊！我今當供養觀世音菩薩。」即解頸眾寶珠瓔珞，價值百千兩金，而以與之，作是言：「仁者！受此法施珍寶瓔珞。」時，觀世音菩薩不肯受之。無盡意復白觀世音菩薩言：「仁者！愍我等故，受此瓔珞。」爾時，佛告觀世音菩薩：「當愍此無盡意菩薩及四眾，天、龍、夜叉、乾闥婆、阿修羅、迦樓羅、緊那羅、摩睺羅伽、人非人等故，受是瓔珞。」即時，觀世音菩薩愍諸四眾及於天、龍、人非人等，受其瓔珞；分作二分，一分奉釋迦牟尼佛，一分奉多寶佛塔。「無盡意！觀世音菩薩有如是自在神力，遊於娑婆世界。」
9. ↑  《地藏菩薩本願經．見聞利益品第十二》：說是語時，會中有一菩薩摩訶薩，名觀世音，從座而起，胡跪合掌白佛言：世尊，是地藏菩薩摩訶薩具大慈悲，憐愍罪苦眾生，於千萬億世界，化千萬億身。所有功德及不思議威神之力。我聞世尊，與十方無量諸佛，異口同音，讚歎地藏菩薩云：正使過去現在未來諸佛，說其功德，猶不能盡。向者，又蒙世尊，普告大眾：欲稱揚地藏利益等事。唯願世尊，為現在未來一切眾生，稱揚地藏不思議事，令天龍八部，瞻禮獲福。
10. ↑  . www.merit-times.com.tw.   [2019-07-14]. （原始内容存档于2019-09-28）.
11. ↑  藤岡勝二原著 王宏願譯註. . 台北市: 天華出版社. 1987: 70 （中文）. 小乘論女人具五障，故女身不能成佛，三乘教者，權方便之教也。其說法多隨於小乘，故立女人變成男子而成佛之義，此亦不許女身之成佛也。阿彌陀佛四十八願，其第三十五願立變成男子之願，故果上之安養界不置女人，蓋其本願之所以立者，由於三乘教也，豈別有深旨歟!若一乘教之天台，以法華提婆品說龍女變成男子於南方無垢世界成正覺故。女身不許成佛，經有顯證，或有欲立女身成佛義而為種種解釋者，皆曲解也。若華嚴經雖未明女身之不能成佛，而亦未說女身之成佛也。此皆顯教隨機隨他意之說法，所以不能盡佛教之真髓也。密教者，佛隨自意說自內證之法也，故其於佛教之真髓，即一切法之真理，顯豁呈露而無餘。且夫法性不緣起而開天闢地也，斯亦已耳。若緣起而成天以覆，成地以載，則位於其中間之人類動物，其男女雌雄者，法性緣起自然之理也。且男子與女人皆六大之所成，故得以男子之身成男佛，亦得以女子之身成女佛。何以故?同六大(地、水、火、風、空、識)之所成故，六大即本有本覺之毘廬遮那身故 。夫何變成男子之云也?男女者，法性真理所具之功德也，夫又將何取何捨哉!故毘廬遮那如來之密嚴淨土，有四波羅蜜多之定女菩薩，內外八供養之天女使，鈎索鎖鈴之四攝天女菩薩者，示男女之皆得以父母所生肉身成佛也 ，斯真男女平等之玄旨也，斯教之所以稱『密』也。 "
12. ↑   釋惟勵. . 台北市: 八正文化. 2007.1: 223. ISBN 978-986-82500-0-0 （中文）. 「住法但觀菩提心。佛說此中具萬行 。漸足清白純淨法也。此菩提心。能包藏一切諸佛功德法故。若修證出現。則為一切導師。若歸本則是密嚴國土不起于座能成一切事。讚菩提心曰：若人求佛慧，通達菩提心，父母所生身，速證大覺位。」。
13. ↑   李南. . 北京: 中國大百科全書出版社. 2017.5: 116. ISBN 978-7-5202-0086-8 （中文）. 密教的學說主張即身成佛，鑑於身體可為男身，也可為女體，若否定女性佛的存在，即身成佛的理論就顯得不夠完滿。
14. ↑   達賴喇嘛、圖丹・卻准. . 台北市: 橡實文化. 2017.8: 324. ISBN 978-986-5623-69-2 （中文）. 根據巴利語傳統，人可以女相成為聖者和阿羅漢，但無法成佛。根據密續乘的說法，一個人也可以女身相成佛
15. ↑  .   [2010-06-24]. （原始内容存档于2010-06-07）.
16. ↑  .   [2018-04-23]. （原始内容存档于2016-09-19）.
17. ↑  .   [2010-06-24]. （原始内容存档于2015-04-13）.
18. ↑  . fjdh.com.[永久]
19. ↑  . gywh.net. （原始内容存档于11 March 2009）.
20. ↑  . bzzz.china84000.com.[永久]
21. ↑  . fjnet.com.   [1 March 2013]. （原始内容存档于29 July 2014）.
22. ↑  .   [2017-05-23]. （原始内容存档于2022-04-19）. 後五代梁貞明一年日本借慧錯從五臺山待閏音囿將還本國舟園新螺樵連花當洋舟藪不前圈圈日使戟醒眾生無鹽見佛膺從厥向建立圍藍隋頤舟行竟止顯音圃下居民醒氏圓悶師圈草合所居鹽一巷奉之呼為杯肯云沮音圃冷儼按此乃普陀鹽浣之酒輿也為普薛競圈園年香火遵圈名圄古祖董心稱卓應灰嫂峰山木今情附口無所圍鹽憚仙者豈代久而名易欺目古捨宅建弄之入皆依名圖垂不朽獨張氏寂焉無園良以今寺非此地故址耳後慈水裘段玉言於圃壓乃圖顯陋府內以表之又設張氏主於外設之旁云一
23. ↑  .   [2015-11-01]. （原始内容存档于2015-11-20）.

## 外部連結
- 大悲觀世音菩薩
- 妙法蓮華觀世音
- 江南名剎普光寺
- 觀世音菩薩經文
- 宫治昭：〈弥勒菩萨与观音菩萨——图像的创立与演变 （页面存档备份，存于）〉。
- 顏娟英：〈唐代十一面觀音圖像與信仰〉。
- 王靜芬：〈七、八世紀觀音造像的繁衍 （页面存档备份，存于）〉。
- 曹仕邦：〈淺論華夏俗世婦女的觀世音信仰──兼論這位菩薩的性別問題〉。
- 陳玉女：〈觀音與海洋──明代東南沿海的觀音信仰 （页面存档备份，存于）〉。
- 佐伯富：〈近世中國的觀音信仰 （页面存档备份，存于）〉。
- 君方：〈寶卷文學中的觀音與民間信仰〉。